# Verfassung der Vereinigten Staaten

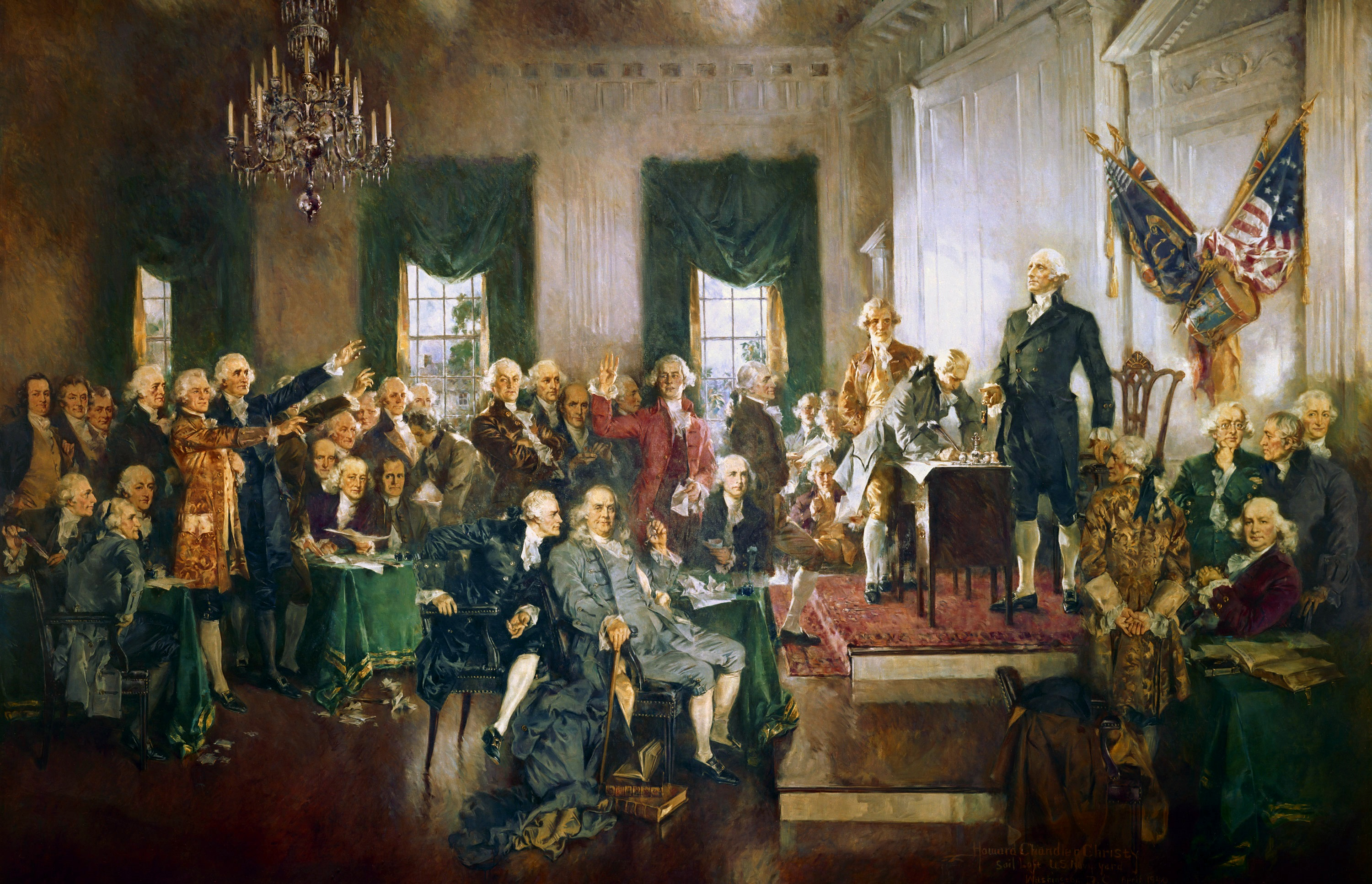
Die Unterzeichnung der Verfassung der Vereinigten Staaten mit George Washington, Benjamin Franklin und Alexander Hamilton (v. r. n. l. im Vordergrund), Gemälde von Howard Chandler Christy (1940)

Die Verfassung der Vereinigten Staaten von Amerika (englisch United States Constitution), die am 17. September 1787 verabschiedet wurde und durch die Ratifizierung in New Hampshire am 21. Juni 1788 (als 9. Staat) am 4. März 1789 in Kraft trat, legt die politische und rechtliche Grundordnung der USA fest. Sie sieht eine föderale Republik in Form eines Präsidialsystems vor.
Die Verfassung wurde von Delegierten aus zwölf der dreizehn Gründerstaaten der USA erarbeitet, die in der Philadelphia Convention zusammengetreten waren. Sie löste die zuvor geltenden Konföderationsartikel ab und etablierte eine starke Zentralgewalt mit einem Präsidenten an der Spitze, der sowohl Staats- als auch Regierungschef ist. Zugleich schreibt sie eine als „Checks and Balances“ bezeichnete Gewaltenteilung vor, in der die Organe der Regierung, der Gesetzgebung und der Rechtsprechung getrennt voneinander agieren und sich durch weitreichende Verschränkungen gegenseitig kontrollieren. Wie die Gewaltenteilung entspringen auch andere Verfassungsgrundsätze politischen Konzepten, die im Zeitalter der Aufklärung entwickelt und verbreitet wurden, darunter die Bill of Rights als verbindlicher Grundrechtekatalog und das Bekenntnis zu Recht und Gesetz.
Der ursprüngliche Verfassungstext besteht aus sieben Artikeln, die unmittelbar nach Bildung der Verfassungsorgane um die 10 Zusatzartikel der Bill of Rights ergänzt wurden. Im Laufe von zwei Jahrhunderten wurden 17 weitere Zusatzartikel angefügt. Unter allen republikanischen Verfassungen, die heute in Kraft sind, stellt die der USA eine der ältesten dar.

## Entstehung

### Vorgeschichte

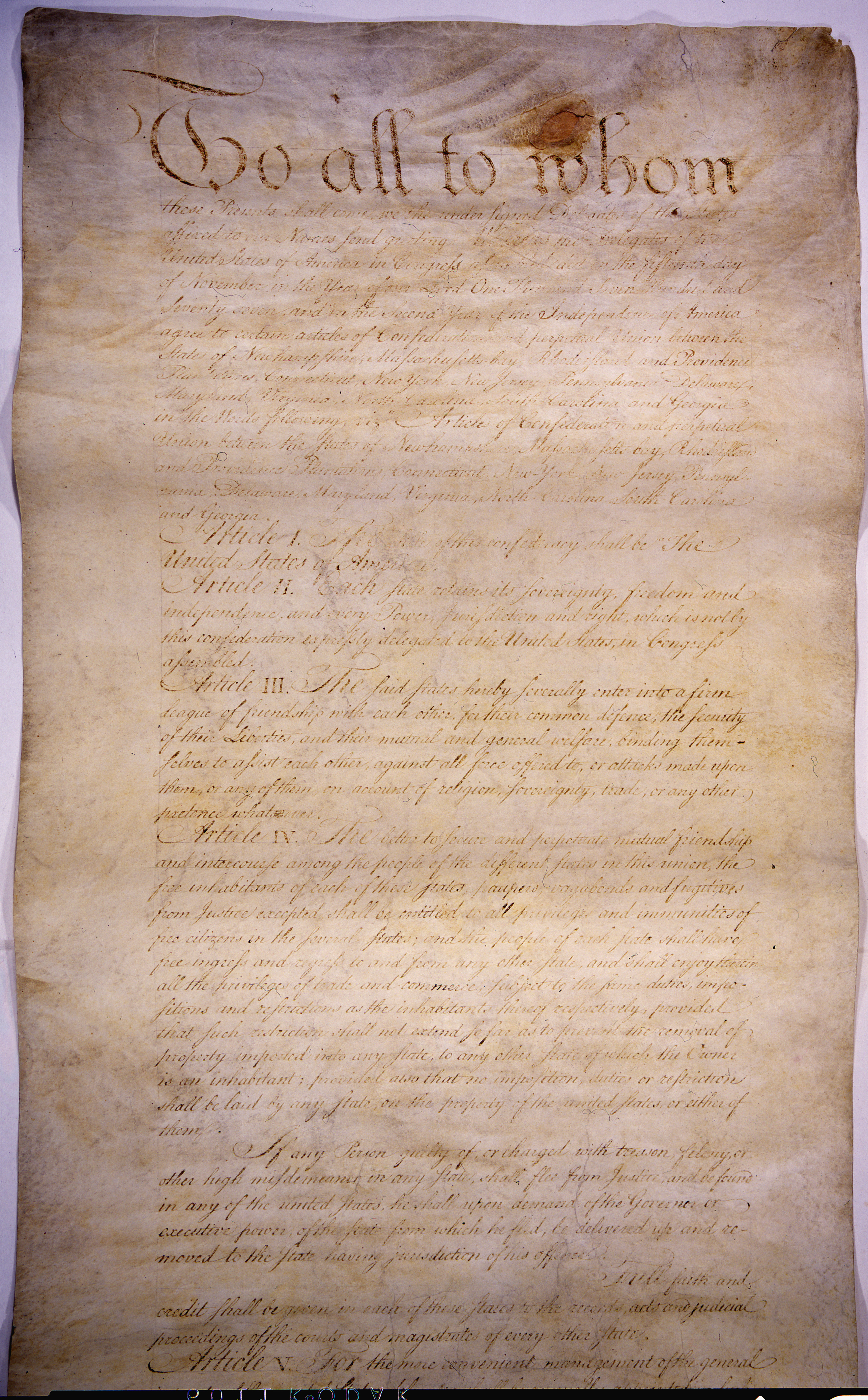
Die Konföderationsartikel dienten als Vorläufer der Verfassung.

Während des Amerikanischen Unabhängigkeitskrieges bildeten die dreizehn Kolonien zuerst unter den Konföderationsartikeln 1781 einen losen Staatenbund mit einer schwachen Zentralregierung, die nur aus dem Kontinentalkongress als ständiger Versammlung bestand, wobei die Zusammensetzung mit einer durchschnittlichen Amtsdauer der Abgeordneten von zwei Jahren keine Konstanz fand. Der Kongress durfte keine Steuern erheben und war bei der Ausführung seiner Beschlüsse von den einzelnen Staaten abhängig, da ihm selbst weder eine ausführende noch eine rechtsprechende Gewalt zur Seite standen. Ferner hatte der Kongress keinen Einfluss auf Einfuhrzölle und andere Handelsbarrieren zwischen den Staaten. Der Text der Konföderationsartikel konnte nur mit der Zustimmung aller Mitgliedsstaaten geändert werden. Die Staaten maßen der zentralen Regierung lediglich eine geringe Bedeutung zu und entsandten oft erst gar keine Abgeordneten, so dass der Kongress für lange Zeiträume beschlussunfähig blieb.
Bereits fünf Jahre nach Verabschiedung der Konföderationsartikel trafen sich im September 1786 Vertreter aus fünf Staaten zur Annapolis Convention, um nötige Änderungen von Artikeln – insbesondere zur Verbesserung des zwischenstaatlichen Handels – zu besprechen. Sie beschlossen, zur Erarbeitung von Verfassungsänderungen eine Versammlung von Vertretern aller Mitgliedsstaaten einzuberufen. Der Kontinentalkongress unterstützte diesen Plan formell am 21. Februar 1787. Alle Staaten außer Rhode Island akzeptierten die Einladung und entsandten Delegierte zum Verfassungskonvent, der am 25. Mai 1787 die Arbeit aufnahm.
Im September 1786 hatten hunderte von Bauern in Springfield (Massachusetts) unter Führung Daniel Shays den Obersten Gerichtshof von Massachusetts gezwungen, eine Verhandlung gegen verschuldete Kleinbauern zu vertagen, von denen immer mehr ihr Land verloren, zu Dumping-Preisen verkaufen mussten oder gar in Schuldhaft kamen. Sie gaben gierigen Eliten die Schuld an den massenhaften Zwangsenteignungen von Immobilien. Auch hatten sie vergebens dagegen protestiert, dass man nach der Verfassung von 1780 ein großes Vermögen besitzen musste, um für ein politisches Amt kandidieren zu können. Shays’ Rebellion wurde im Winter 1786/87 durch Militär niedergeschlagen. Die Festgenommenen und Angeklagten wurden teils begnadigt, teils gehängt. Bei den Führungseliten der Einzelstaaten bildete sich die Meinung, dass eine nationale Verfassung vonnöten sei, um die einzelnen Staaten vor Gewaltakten zu verteidigen und die Zentralregierung über ein stehendes Heer verfügen sollte. Wenn das Volk seinen Willen direkt zum Ausdruck bringe, sei dies illegitim und müsse kriminalisiert werden.
Obwohl der Kongressbeschluss nur die Ausarbeitung von Änderungen an den bestehenden Konföderationsartikeln vorsah, entschlossen sich die 55 Delegierten stattdessen dazu, eine neue Verfassung auszuarbeiten und unter Ausschluss der Öffentlichkeit zu tagen. Um die Vorschläge der Delegierten zu erklären und die neuen Verfassungsinhalte zu verteidigen, veröffentlichten Alexander Hamilton, James Madison und John Jay die Federalist Papers, die bis heute als wichtige Kommentare der Verfassung angesehen werden.
Eine der schärfsten Debatten während des Konvents bezog sich auf die Kompetenzen des neuen Kongresses und seine Zusammensetzung. Ein am 29. Mai vorgestellter und von Madison unterstützter, als Virginia-Plan bezeichneter Vorschlag sah vor, ein Parlament mit zwei Kammern zu schaffen, deren Mitglieder im Verhältnis zu den Bevölkerungsgrößen in den Bundesstaaten gewählt werden sollten. Die erste Kammer sollte die Abgeordneten der zweiten wählen. Mit dieser Regelung sollte die Bedeutung der Regierungen in den Bundesstaaten zugunsten ihrer Bevölkerung verringert werden. Gleichzeitig sollte damit verhindert werden, dass einige wenige bevölkerungsschwache Staaten Gesetze blockieren könnten, die von einer Bevölkerungsmehrheit unterstützt wurden.
Die gegenteilige Position ergab sich am 15. Juni in William Patersons New-Jersey-Plan: Der Kongress sollte wie bisher mit einer gleichwertigen Vertretung aller Staaten weiter bestehen, was die kleinen Staaten proportional bevorzugen würde, aber zusätzliche Kompetenzen erhalten. Beide Vorschläge sahen im Sinne einer deutlichen Stärkung gegenüber den Konföderationsartikeln vor, dass Gesetze des Kongresses Vorrang vor denen der Bundesstaaten haben sollten. Die Lösung fand sich am 27. Juni im Connecticut-Kompromiss, der die verhältnismäßige Vertretung des Virginia-Plans mit der gleichen Verteilung der Sitze des New-Jersey-Plans in zwei getrennten, aber gleichberechtigten Kammern verband.

Politisches System der Vereinigten Staaten

Ein weiterer lang umstrittener Punkt war die Frage, welche Rolle die ausführende Gewalt spielen und wer sie ausfüllen sollte. Verschiedene Varianten, vom einzelnen Gouverneur bis zu einer Art Regierungsausschuss, jeweils vom Kongress gewählt, wurden besprochen. Die Delegierten, noch immer vom vor wenigen Jahren beendeten Unabhängigkeitskrieg beeinflusst, lehnten anfangs eine starke nationale ausführende Gewalt aufgrund der Nähe zur britischen Monarchie ab. Die Idee einer mehrköpfigen Regierung mit geteilten Kompetenzen wurde allerdings ebenso verworfen wie der im Virginia-Plan enthaltene Vorschlag eines Beratungsgremiums für den Präsidenten. Die Einigung erfolgte am 4. September: Die Staaten würden Wahlmänner bestellen, die einen Präsidenten und einen Vizepräsidenten für eine vierjährige Amtszeit wählen. Die Aufgabe des Präsidenten wäre die Ausführung der Gesetze und Kontrolle des Kongresses mit Hilfe eines Vetorechtes. Eine direkte Wahl des Präsidenten wurde als unpraktikabel abgelehnt. Damit wird (aus heutiger Sicht nur noch formal) auch wieder die Stärkung der Staaten erkennbar, denen die jeweilige gesetzliche Grundlage zur Bestimmung der Wahlmänner seit jeher freigestellt ist, womit in der Anfangszeit die Organe der Staaten ihre Wahlmänner direkt delegieren und bei der Wahl des Präsidenten ihre höchsteigenen Interessen in die Waagschale werfen konnten.
Auch die Interessen der kleinen Staaten sollten durch die Abgabe von zwei gleichwertigen Stimmen pro Wahlmann ein weiteres Mal gewahrt werden, indem sie mit der geschlossenen Stützung eines von mehreren Gegenkandidaten an zweiter Stelle, selbst wenn sie an erster Stelle jeweils unterschiedliche aussichtslose Kandidaten bevorzugen würden, zusammengenommen den Ausschlag für die Wahl des Präsidenten geben könnten. Auch von einer Wahl ohne Sieger würden die kleinen Staaten profitieren, da die Entscheidung sich ins Repräsentantenhaus verlagern würde und die jeweiligen Abgeordneten eines Staates entgegen dem Grundprinzip dieser Kammer als eine Delegation mit nur einer Stimme, also alle gleichwertig, auftreten müssten. Diese Überlegungen beruhten jedoch auf der Annahme, dass zu den Präsidentschaftswahlen in der Regel eine Hand voll fähiger Staatsmänner einzig auf Grundlage ihrer Fähigkeiten gegeneinander kandidieren würden, und stellten sich aufgrund der baldigen Herausbildung von Parteipolitik als unbrauchbar heraus: Die Wahlmänner wurden entsprechend von ihrer jeweiligen Partei darauf eingeschworen, geschlossen dieselben zwei Kandidaten zu wählen; ein Patt von zwei Parteikollegen war also sehr wahrscheinlich, und Überlegungen der kleinen Staaten spielten in einem System von nur zwei sehr konträren Parteien keine Rolle. Das Verfahren wurde 1804 beschränkt auf eine Stimme für den Präsidenten und eine für den Vizepräsidenten, die nicht zusammengerechnet werden.

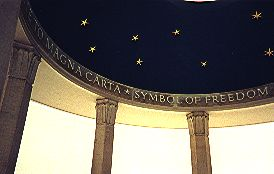
1957 errichtete die American Bar Association auf Runnymede ein Monument, um die Bedeutung der Magna Carta für das amerikanische Recht und die Verfassung herauszustellen.

Viele der Verfassungskonzepte basierten auf gesellschaftlichen Vorstellungen der Antike. Sparta, Rom und Athen wurden von einigen der wichtigsten Gründer der Vereinigten Staaten als frühe Experimente für eine republikanische Regierung gesehen. Für die Gründerväter erschien es sehr wichtig die Grundlagen dieser frühen Republiken zu verstehen, um ihren Erfolg nachvollziehen zu können. So suchten sie nach Parallelen zwischen diesen Regierungen und den Vereinigten Staaten, um eine möglichst zufriedenstellende Verfassung hervorzubringen.
Insbesondere der Gründervater John Adams wird mit antiken Denkmodellen und dem klassischen Republikanismus in Verbindung gebracht. Besonders im Hinblick auf das Gleichgewicht institutioneller Gewalten vertrat Adams die Idee einer gemischten Regierung. Der Grundgedanke war es, die Macht zwischen einem einzelnen Herrscher, dem Senat, und dem Rest der Gesellschaft aufzuteilen. Diese Ansicht teilten auch andere Gründerväter, wie James Madison. Er hebt hervor, dass noch nie eine erfolgreiche Republik ohne ein Senat existierte und nimmt dabei unter anderem Bezug auf Sparta und Rom. Außerdem betont Madison, dass die Wahrscheinlichkeit für Korruption innerhalb einer Regierung sinkt, wenn mehrere, voneinander unabhängige Organe, bei politischen Debatten zusammenwirken.
Des Weiteren knüpfte die Verfassung an Regierungstraditionen der britischen konstitutionellen Monarchie an. Die Verfassung stützte sich in ihrem Rechtsverständnis beispielsweise direkt auf den 39. Artikel der Magna Carta von 1215:

„Kein freier Mann soll verhaftet, gefangen gesetzt, seiner Güter beraubt, geächtet, verbannt oder sonst angegriffen werden; noch werden wir ihm anders etwas zufügen, oder ihn ins Gefängnis werfen lassen, als durch das gesetzliche Urteil von Seinesgleichen, oder durch das Landesgesetz.“

Die englische Bill of Rights von 1689 diente ebenso als Quelle für den Grundrechtekatalog der Verfassung. Das in den ersten Zusatzartikeln verankerte Gebot der Geschworenengerichte, das Recht auf Waffenbesitz und das Verbot der grausamen und außergewöhnlichen Bestrafung gehen auf dieses Dokument zurück.
Außerdem waren die Väter der Verfassung beeinflusst von den Werken Montesquieus, der ein Regierungssystem auf der Grundlage der Gewaltenteilung skizzierte. Bedeutsam war weiterhin die Geschichte der Republik der Sieben Vereinigten Niederlande, die 1781 schon zwei Jahrhunderte lang eine Verfassung besaß, die allerdings nicht in einem einzigen geschlossenen Text vorlag. So sagte Benjamin Franklin: „In der Liebe zur Freiheit und ihrer Verteidigung war die Republik der Sieben Vereinigten Niederlande unser Vorbild“, während John Adams anmerkte, die Ursprünge beider Republiken ähnelten sich so sehr, dass die Geschichte der einen nur eine Abschrift der anderen zu sein scheint. Seit einiger Zeit wird die Frage erörtert, ob auch die Indianer, namentlich die Irokesen und deren Stammesverfassungen mit ihrem ausgeklügelten System von Checks and Balances einen Einfluss auf die US-Verfassung gehabt haben könnten. Benjamin Franklin habe zumindest „die beeindruckende Föderation der 'sechs Irokesenstämme' zum Vorbild für das föderalistische Konzept des Bundesstaats gedient“.

### Abschluss und Unterzeichnung

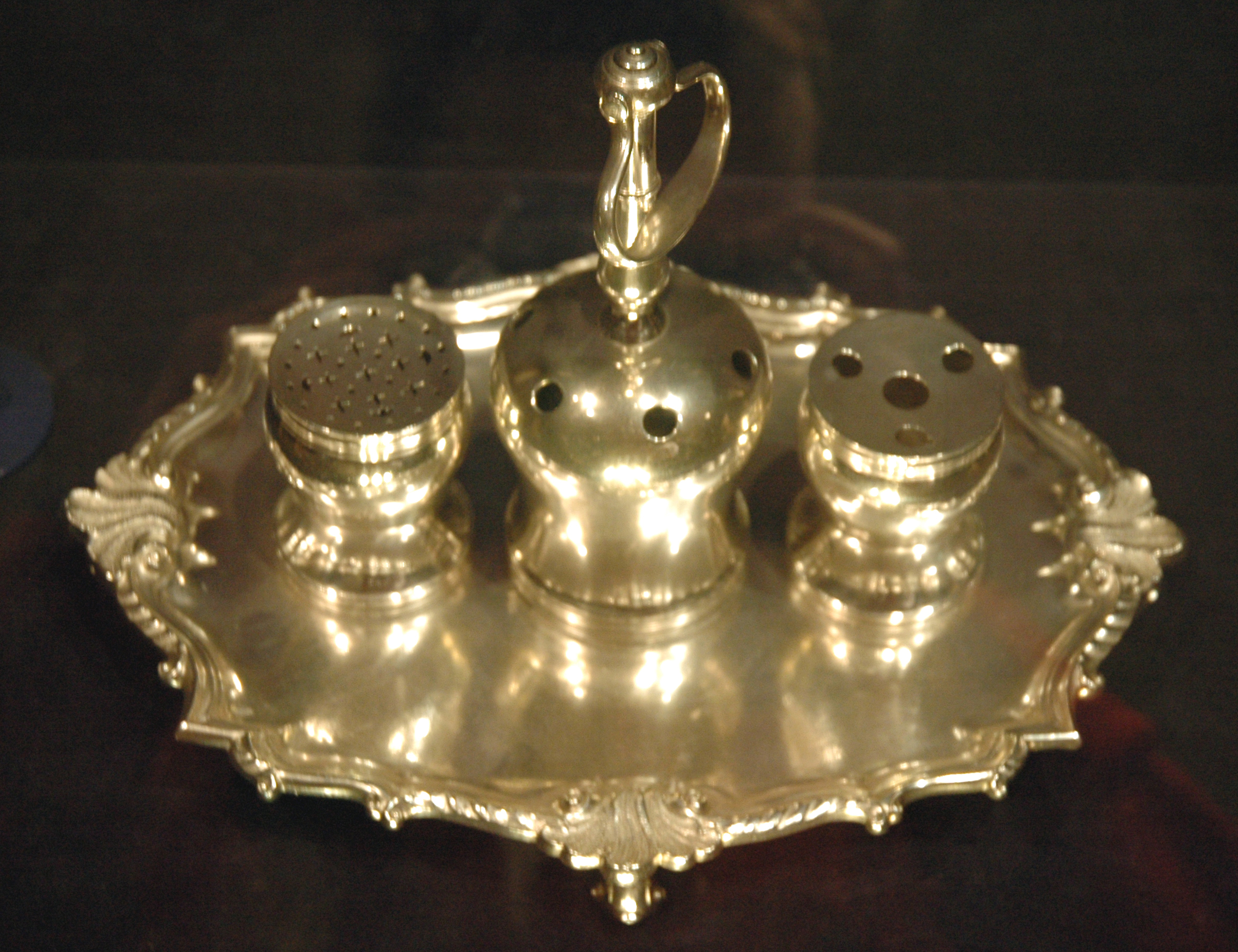
Syng inkstand, das Tintenfass, das bei der Unterzeichnung des Verfassungsentwurfs von den Delegierten benutzt wurde

Die Delegierten beendeten am 17. September 1787 mit einem Schlusswort Benjamin Franklins – Delegierter des Staates Pennsylvania – ihre Arbeit. Franklin erklärte, dass auch der endgültige Entwurf nicht vollständig zufriedenstellend sei, man aber nie Perfektion erreichen könne. Er unterstützte die neue Verfassung und bat auch alle Kritiker, sie anzunehmen. Franklin war der einzige Gründervater der Vereinigten Staaten, der vor der Verfassung auch die Unabhängigkeitserklärung und den Friedensvertrag mit dem Königreich Großbritannien unterzeichnet hatte.
Die dreizehn Staaten stimmten der Verfassung in der folgenden Reihenfolge zu. Die Stimmenzahlen beziehen sich auf gesondert einberufene Ratifizierungsversammlungen, die im jeweiligen Staat abstimmten.
|    | Datum             | Staat          | Stimmen | Stimmen | Zustimmung |
| Ja | Datum             | Staat          | Nein    |         | Zustimmung |
| -- | ----------------- | -------------- | ------- | ------- | ---------- |
| 1  | 7. Dezember 1787  | Delaware       | 30      | 0       | 100 %      |
| 2  | 12. Dezember 1787 | Pennsylvania   | 46      | 23      | 67 %       |
| 3  | 18. Dezember 1787 | New Jersey     | 38      | 0       | 100 %      |
| 4  | 2. Januar 1788    | Georgia        | 26      | 0       | 100 %      |
| 5  | 9. Januar 1788    | Connecticut    | 128     | 40      | 76 %       |
| 6  | 6. Februar 1788   | Massachusetts  | 187     | 168     | 53 %       |
| 7  | 28. April 1788    | Maryland       | 63      | 11      | 85 %       |
| 8  | 23. Mai 1788      | South Carolina | 149     | 73      | 67 %       |
| 9  | 21. Juni 1788     | New Hampshire  | 57      | 47      | 55 %       |
| 10 | 25. Juni 1788     | Virginia       | 89      | 79      | 53 %       |
| 11 | 26. Juli 1788     | New York       | 30      | 27      | 53 %       |
| 12 | 21. November 1789 | North Carolina | 194     | 77      | 72 %       |
| 13 | 29. Mai 1790      | Rhode Island   | 34      | 32      | 52 %       |

## Inhalt
Die Verfassung gliedert sich in eine Präambel und sieben Artikel. In den ersten drei Artikeln werden im Wesentlichen die Grundzüge der Gewaltenteilung dargelegt.

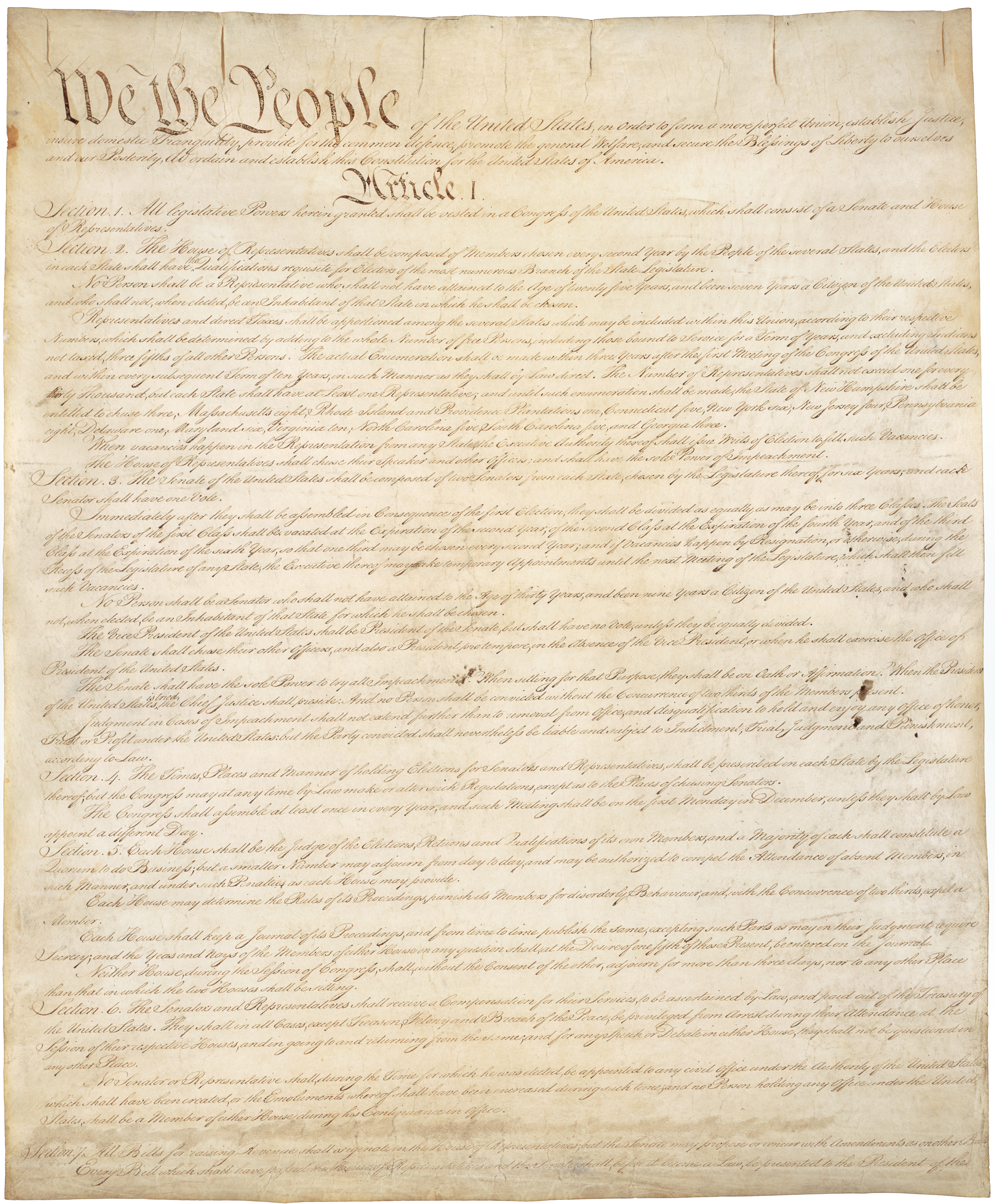
Seite 1 der Verfassung – Handschrift, Beginn extragroß: „We the People“
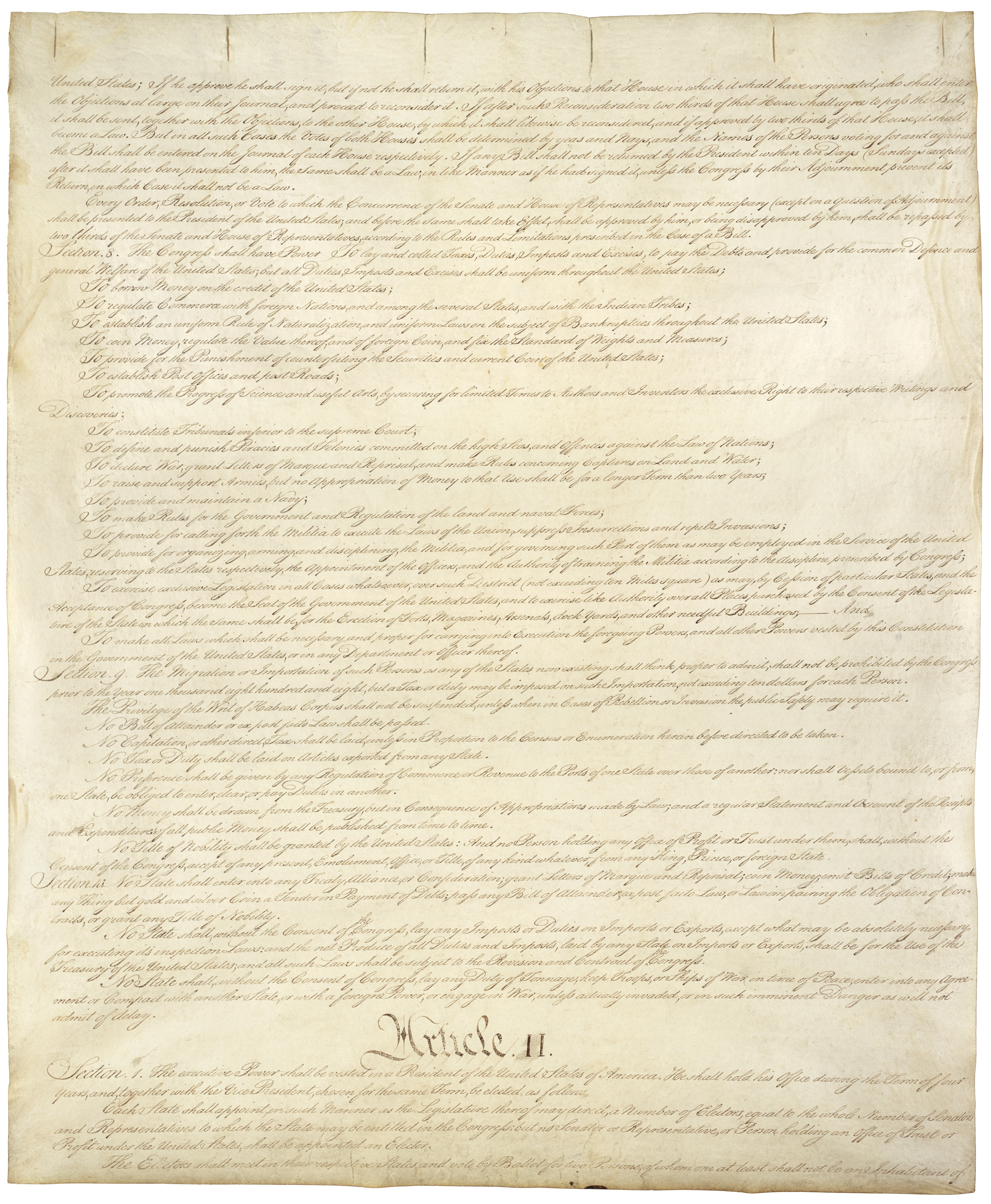
Seite 2 der Verfassung
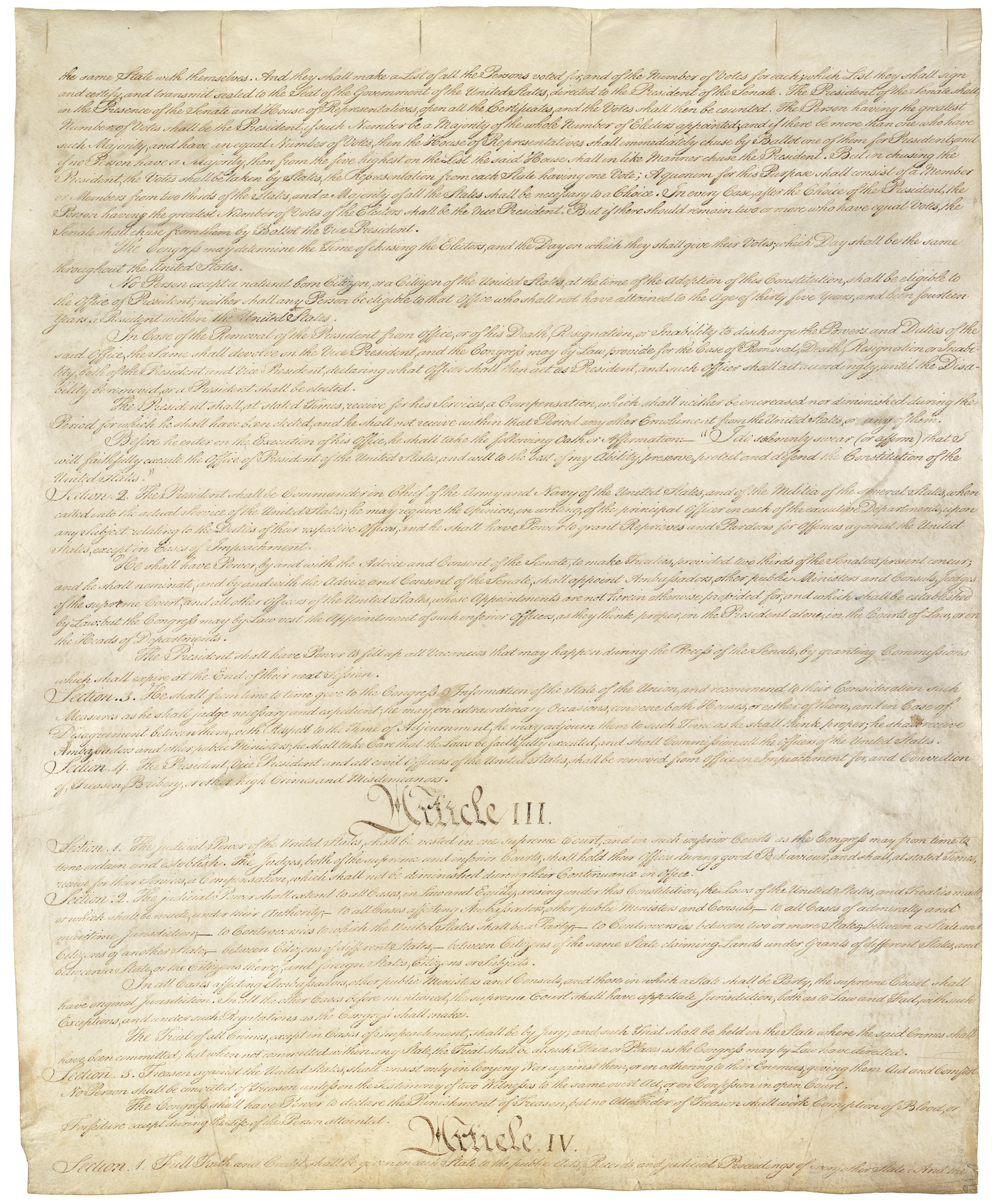
Seite 3 der Verfassung
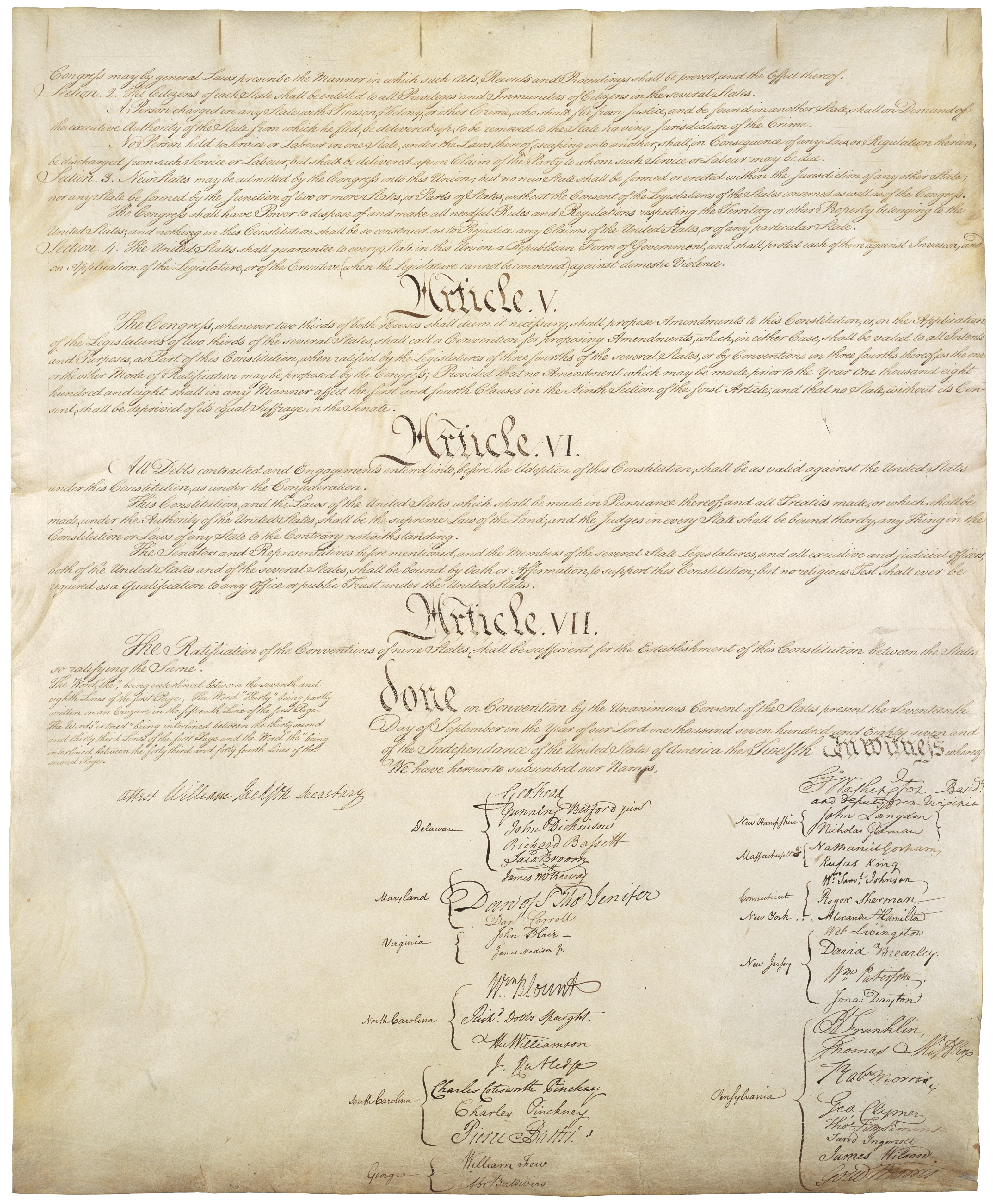
Seite 4 der Verfassung – „done“ mit Unterschrift des Ausfertigers. Unterschriften der Delegierten von 12 Staaten (nicht: Rhode Island), durch Klammern gruppiert

### Präambel
“We the People of the United States, in Order to form a more perfect Union, establish Justice, insure domestic Tranquility, provide for the common defence, promote the general Welfare, and secure the Blessings of Liberty to ourselves and our Posterity, do ordain and establish this Constitution for the United States of America.”

„Wir, das Volk der Vereinigten Staaten, von der Absicht geleitet, unseren Bund zu vervollkommnen, die Gerechtigkeit zu verwirklichen, die Ruhe im Innern zu sichern, für die Landesverteidigung zu sorgen, das allgemeine Wohl zu fördern und das Glück der Freiheit uns selbst und unseren Nachkommen zu bewahren, setzen und begründen diese Verfassung für die Vereinigten Staaten von Amerika.“

Die Präambel der Verfassung besteht aus einem einzigen Satz, der das Dokument und seinen Zweck vorstellt. Die Präambel verleiht selbst keine Macht und verbietet auch keine Handlungen, sondern erklärt nur den Hintergrund und Sinn der Verfassung. Ein Gottesbezug findet sich bewusst nicht, da die Verfassung ein rein säkulares Dokument ist. Die Präambel, insbesondere die ersten drei Worte „We the people“, ist einer der am häufigsten zitierten Abschnitte der Verfassung.

### Gesetzgebende Gewalt (Legislative)

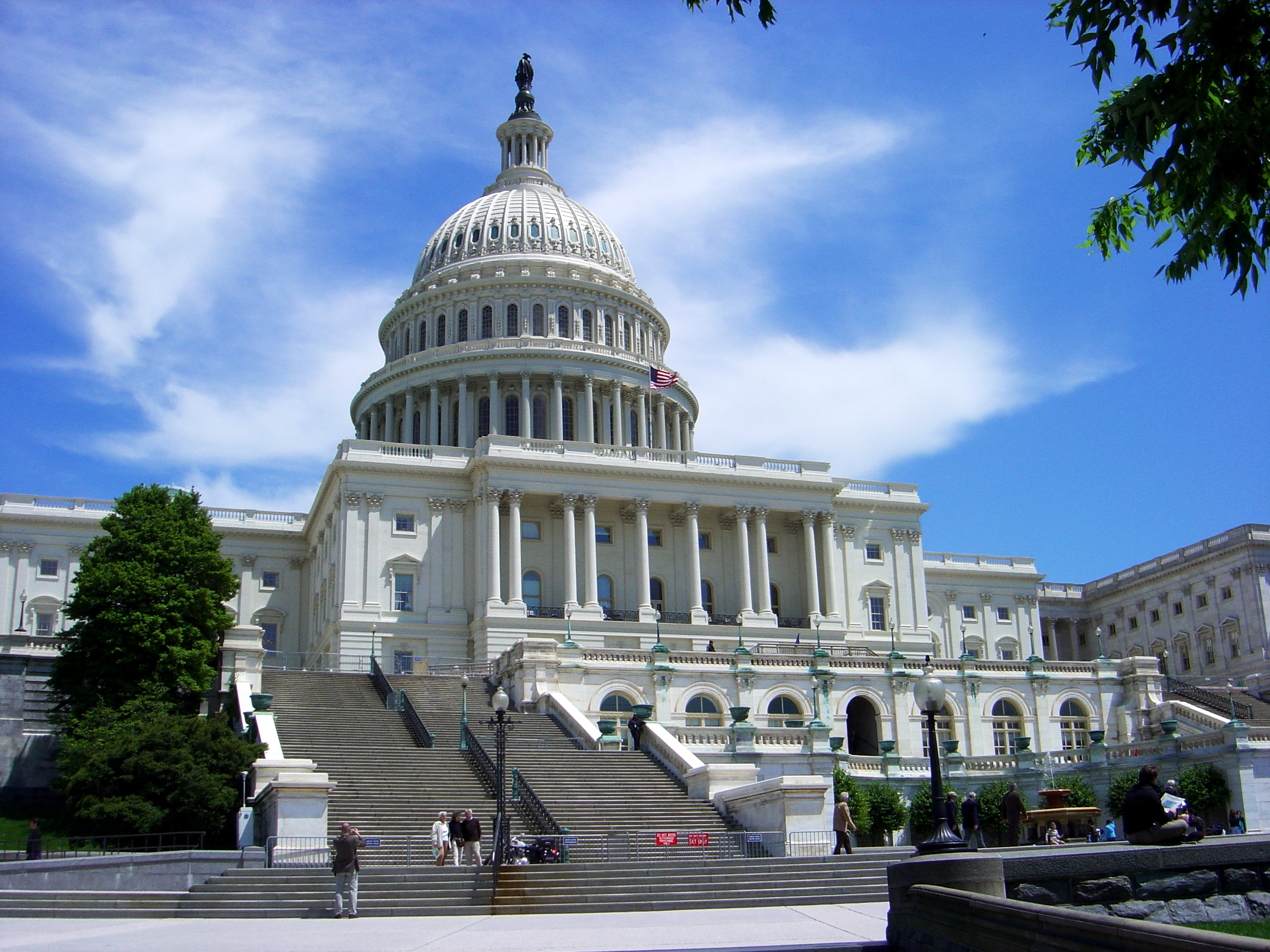
Das Kapitol, Sitz des Kongresses der Vereinigten Staaten

Der erste Artikel beschreibt die gesetzgebende Gewalt, die vom Kongress ausgefüllt wird. Der Kongress hat auf der Bundesebene exklusive Gesetzgebungskompetenzen, die nicht an andere Institutionen delegiert werden dürfen. Zu seinen in der Verfassung aufgeführten Zuständigkeitsgebieten gehören unter anderem das Haushalts- und Steuerrecht, das Einbürgerungsrecht, das Handelsrecht, das Patent- und Urheberrecht, das Recht, den Krieg zu erklären sowie der Aufbau und der Unterhalt eines stehenden Heeres. Gleichzeitig legt die Verfassung auch Bereiche fest, in denen der Kongress keine Möglichkeit zur Rechtssetzung hat, darunter das Erheben von Ausfuhrsteuern, die Aufhebung des Habeas Corpus, die Verurteilung einzelner Personen ohne ordentliches Gerichtsverfahren und die Verleihung von Adelstiteln.
Der Kongress besteht aus zwei Kammern: einem direkt von der Bevölkerung der Bundesstaaten auf zwei Jahre gewählten Repräsentantenhaus und einem (früher von den Parlamenten der Bundesstaaten für sechs Jahre gewählten) heute von der Bevölkerung gewählten (17. Zusatzartikel) Senat. Die Mindestanforderungen, um für einen Sitz im Repräsentantenhaus zu kandidieren, d. h. für das passive Wahlrecht sind ein Alter von mindestens 25 Jahren, ein fester Wohnsitz im zu vertretenden Bundesstaat und das Bestehen der Staatsbürgerschaft seit mindestens sieben Jahren. Für den Senat gelten ähnliche Anforderungen, allerdings beträgt das Mindestalter hier 30 Jahre und der Mindestzeitraum für die Staatsbürgerschaft neun Jahre.
Die Wahlen zum Repräsentantenhaus finden in allen Bundesstaaten statt, die zu diesem Zweck ihrer Bevölkerungszahl entsprechend in Wahlkreise aufgeteilt werden. Jeder Wahlkreis wählt nach dem Prinzip der Mehrheitswahl einen Sitz in der Kammer. Die Zuteilung der Sitze an die Bundesstaaten erfolgt vom Kongress auf der Basis einer Volkszählung, die alle zehn Jahre von der Zensusbehörde durchgeführt wird. Jedem Bundesstaat steht mindestens ein Sitz zu. Für die weitere Aufteilung des Bundesstaates in Wahlkreise ist das jeweilige Parlament zuständig. Das aktive Wahlrecht hat jeder Bürger, der in seinem Bundesstaat nach den lokalen Gesetzen zur Wahl der größten bundesstaatlichen Parlamentskammer aktiv wahlberechtigt ist. Das Repräsentantenhaus wählt als Vorsitzenden einen Sprecher.
Bis zur Verabschiedung des 17. Zusatzartikels zur Verfassung wurden die Senatoren nicht direkt, sondern von den Parlamenten der Bundesstaaten gewählt. Jedem Bundesstaat stehen im Senat genau zwei Sitze zu. Die Wahl erfolgt gestaffelt, so dass alle zwei Jahre ein Drittel der Senatoren neu gewählt wird. Der Vizepräsident der Vereinigten Staaten ist gleichzeitig der Präsident des Senates. Die Kammer wählt allerdings auch einen Präsidenten Pro Tempore, der im Tagesgeschäft den Vorsitz übernimmt. In der Praxis führt jedoch meist ein anderer Senator aus der Partei des Präsidenten Pro Tempore den Vorsitz aus, es handelt sich in der Regel um relativ frisch gewählte Senatoren, die sich so mit der Geschäftsordnung des Senats vertraut machen können.
Die Mitglieder der Kammern beziehen aus dem laufenden Haushalt eine Entschädigung für ihre Dienste. Weiterhin erhalten sie politische Immunität und haben im Plenum eine absolute Meinungsfreiheit. Sie dürfen im Sinne der Gewaltenteilung keine weiteren staatlichen Ämter ausüben oder während ihrer Amtszeit annehmen.
Beide Kammern sind weitestgehend gleichberechtigt und unabhängig. Sie geben sich eigene Geschäftsordnungen und entscheiden über Rügen und Ausschlüsse ihrer Mitglieder selbständig. Jedoch müssen sie immer gemeinsam tagen und sich auf den Beginn und die Dauer ihrer Sitzungsperioden verständigen. Ebenso muss jedes Gesetzesvorhaben von beiden Kammern in gleicher Form gebilligt werden, bevor es dem Präsidenten zur Unterschrift vorgelegt wird. Der Präsident hat das Recht, beschlossene Gesetze abzulehnen. Das Gesetz muss danach von beiden Kammern mit Zweidrittelmehrheit beschlossen werden, um das Veto des Präsidenten aufzuheben. Eine Auflösung einer oder beider Kammern, zum Beispiel um Neuwahlen herbeizuführen, ist nicht möglich.

### Ausführende Gewalt (Exekutive)

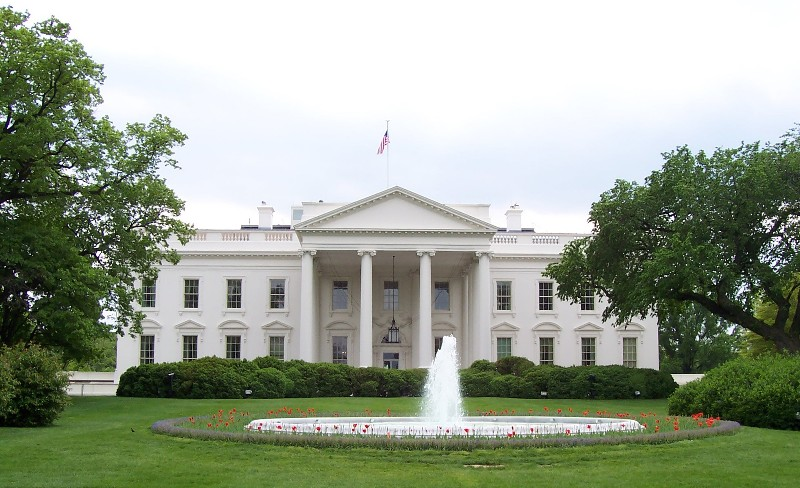
Das Weiße Haus, Sitz des Präsidenten der Vereinigten Staaten

Der zweite Artikel legt das Amt des Präsidenten fest, der die ausführende Gewalt innehat. Die Amtszeiten des Präsidenten und des Vizepräsidenten betragen vier Jahre, eine Begrenzung der Wiederwahlmöglichkeit enthält die Verfassung erst mit dem 1951 verabschiedeten 22. Zusatzartikel. Jeder Bürger kann für das Präsidentenamt kandidieren, wenn er seit seiner Geburt die amerikanische Staatsbürgerschaft innehat, mindestens 35 Jahre alt ist und seit mindestens 14 Jahren seinen festen Wohnsitz in den Vereinigten Staaten hat.
Die Wahl findet in zwei Stufen statt. Zuerst werden in jedem Bundesstaat so viele Wahlleute (Electoral College) ernannt, wie der Bundesstaat Mitglieder im Kongress hat. Die Art und Weise der Ernennung regeln die Bundesstaaten eigenständig, der Kongress bestimmt nur den Tag der Ernennung und der Stimmenabgabe. Seit 1832 findet in jedem Bundesstaat zur Ernennung der Wahlleute eine allgemeine Wahl statt, mit Ausnahme von South Carolina, das erst nach 1860 begann, diese Methode anzuwenden. Die Wahlleute geben vor der Wahl bekannt, für welchen Kandidaten sie stimmen werden, sind aber nur in 26 Bundesstaaten und dem Regierungsbezirk Washington, D.C. daran gesetzlich gebunden.
Der ursprüngliche Verfassungstext sah vor, dass die Wahlleute nach ihrer Ernennung in den Hauptstädten der jeweiligen Bundesstaaten zusammenkommen und jeweils ihre Stimmen für zwei Kandidaten abgeben. Der Kandidat, der die meisten Stimmen erhielt, wurde Präsident, der mit der nächsthöheren Stimmenzahl Vizepräsident. Gewählt war nur der Kandidat, der gleichzeitig die absolute Mehrheit der Stimmen auf sich vereinigte. Wenn kein Kandidat die absolute Mehrheit erreicht hatte, entschied das Repräsentantenhaus. Nach der Präsidentschaftswahl 1796, bei der Kandidaten unterschiedlicher Parteien zum Präsidenten und Vizepräsidenten gewählt worden waren, und der Wahl von 1800, bei der es zu einem Patt zwischen zwei Kandidaten der gleichen Partei gekommen war, wurde der Wahlmodus durch einen neuen Zusatzartikel verändert. Seitdem geben die Wahlleute getrennt eine Stimme für den Präsidenten und eine Stimme für den Vizepräsidenten ab, womit ähnliche Situationen vermieden werden sollten.
Scheidet der Präsident wegen Todes, Rücktritts oder fehlender Fähigkeit zur Amtsausführung vorzeitig aus, so übernimmt der Vizepräsident das Amt. Die Reihenfolge der Nachfolge des Präsidenten für den Fall, dass auch das Amt des Vizepräsidenten unbesetzt ist, kann der Kongress per Gesetz festlegen. Dem ursprünglichen Text zufolge blieb das Amt des Vizepräsidenten nach dessen Wechsel zum Präsidentenamt frei. Erst 1967 wurde die Verfassung so geändert, dass in diesem Fall der Präsident mit Zustimmung von zwei Dritteln beider Kammern des Kongresses einen neuen Vizepräsidenten ernennen kann.
Als Staatsoberhaupt und Regierungschef verfügt der Präsident über umfangreiche Kompetenzen. Er hat den Oberbefehl über die Streitkräfte inne, handelt im Namen der Vereinigten Staaten und mit Zustimmung des Senats Verträge mit anderen Ländern aus und ernennt ebenfalls mit Zustimmung des Senats Botschafter, Minister, Richter und andere Beamte. Der Präsident muss dem Kongress gelegentlich über die Lage der Nation berichten, darf eine oder beide Kammern zu einer Sitzung einberufen und eine Sitzungspause festlegen, wenn sich beide Kammern nicht einigen können.
Darüber hinaus ist der Präsident für die Durchführung aller vom Kongress beschlossenen Gesetze verantwortlich. Ein Kabinett im Sinne einer mehrköpfigen Regierung ist von der Verfassung nur insofern vorgesehen, als dass der Präsident das Recht hat, die höchsten Beamten schriftlich um ihren Rat zu bitten. Minister werden in der Verfassung nicht erwähnt, das Ministeramt hat sich erst in der Regierungspraxis entwickelt. Die Minister sind im Unterschied zu anderen Ländern direkt vom Präsidenten abhängig, müssen seinen Anweisungen folgen und können von ihm jederzeit entlassen werden.
Der Präsident, der Vizepräsident und weitere Beamte der Bundesregierung können vom Kongress ihres Amtes enthoben werden, wenn ihnen Verrat, Bestechung oder andere Straftaten nachgewiesen werden. Das Amtsenthebungsverfahren muss von einer Mehrheit im Repräsentantenhaus eingeleitet werden. Dazu werden dem Senat konkrete Anschuldigungen übermittelt, über deren Wahrheitsgehalt die Senatoren anhand der vorgebrachten Beweise bestimmen müssen. Sind mindestens zwei Drittel der Senatoren der Ansicht, die Anschuldigungen seien gerechtfertigt, ist der Amtsträger seines Amtes enthoben.

### Rechtsprechende Gewalt (Judikative)

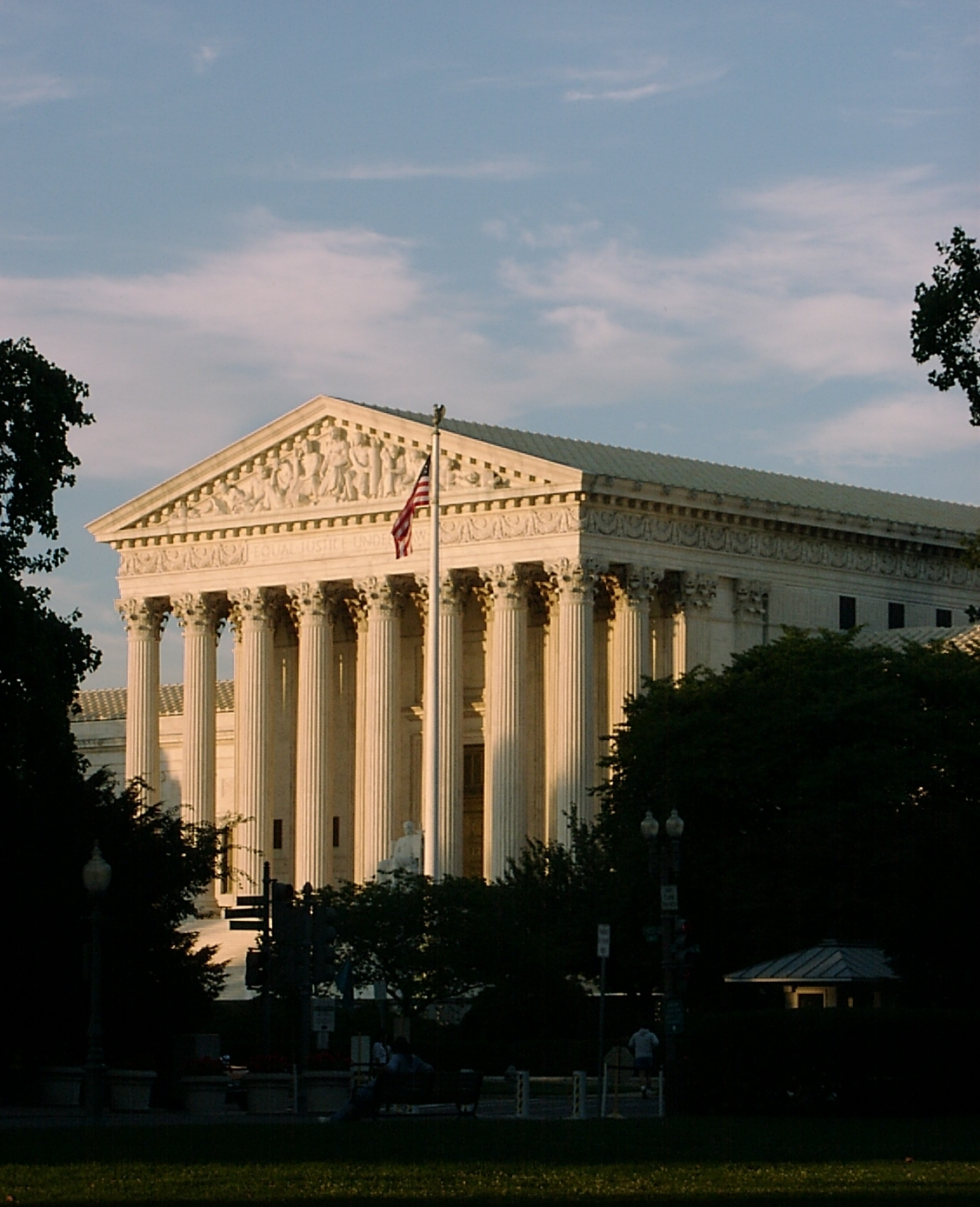
Sitz des Obersten Gerichtshofs

Der dritte Artikel bestimmt die Rechtsprechung des Bundes. Der Artikel verlangt die Errichtung eines Obersten Gerichtshofs und überlässt die weitere Gestaltung des Gerichtssystems dem Kongress. Seine Richter werden vom Präsidenten mit Zustimmung des Senats auf Lebenszeit ernannt, können aber bei groben Verstößen vom Kongress ihres Amtes enthoben werden.
Die Aufgabenverteilung zwischen Gerichten des Bundes und der Bundesstaaten hängt von dem für die Entscheidung eines Falles maßgeblichen Recht ab. Die Gerichte des Bundes sind nur für die Rechtsstreitigkeiten zuständig, die aus den Gesetzen und Abkommen der Vereinigten Staaten entstehen können, für alle Fälle, die sich mit Botschaftern, Ministern, Konsuln oder dem Seerecht beschäftigen, für Fälle, an denen die Vereinigten Staaten oder zwei oder mehr Bundesstaaten beteiligt sind, sowie für Klagen zwischen einem Bundesstaat oder dessen Bürgern und Bürgern eines anderen Bundesstaats. Der Oberste Gerichtshof ist nur dann als erste Instanz zuständig, wenn es sich bei einer der Parteien um einen Botschafter, einen Minister, einen Konsul oder einen Bundesstaat handelt. In allen anderen Fällen prüft das Gericht nur auf Antrag die Entscheidungen anderer Gerichte auf Rechtsfehler.
Eine explizite Verfassungsgerichtsbarkeit sieht der Verfassungstext zwar nicht vor. Der Oberste Gerichtshof entschied jedoch im Fall Marbury v. Madison, dass er das Prüfungsrecht hat, Bundesgesetze für verfassungswidrig und damit nichtig zu erklären. Dieser Grundsatz wurde in der weiteren Rechtsprechung auch auf Gesetze der Bundesstaaten ausgeweitet und ist zu einer Verfassungstradition erstarkt, so dass von einer relativ hohen Prüfungsdichte gesprochen werden kann. Die Prüfung von Gesetzgebung kann aber nur im Rahmen eines konkreten Rechtsstreits stattfinden. Eine abstrakte Normenkontrolle oder eine allgemeine Prüfung im Anschluss an das Gesetzgebungsverfahren gibt es nicht.
Strafprozesse müssen mit Hilfe von Geschworenen in dem Bundesstaat durchgeführt werden, in dem die Straftat begangen wurde. Die Verfassung definiert an dieser Stelle auch den Straftatbestand des Verrats als Handlung, die entweder einen Krieg gegen die Vereinigten Staaten herbeiführt oder die Feinde des Landes unterstützt. Eine Verurteilung ist nur dann möglich, wenn die Handlung von mindestens zwei Zeugen gesehen wurde oder ein Geständnis vorliegt. Die Verurteilung durfte sich nicht auf die Nachkommen des Verurteilten auswirken, wie früher nach englischem Recht möglich.

### Föderale Struktur
Der vierte Artikel regelt die Beziehungen zwischen dem Bund und den Bundesstaaten sowie den Bundesstaaten untereinander. In diesem Artikel finden sich beispielsweise die Pflicht zur gegenseitigen Anerkennung (englisch full faith and credit) von Rechtsakten und das Verbot der Diskriminierung von Bürgern anderer Bundesstaaten. So kann ein Bürger Arizonas in Ohio zum Beispiel für die gleiche Straftat nicht anders bestraft werden als ein einheimischer Bürger.
Andererseits sind die Bundesstaaten zur gegenseitigen Rechtshilfe, zur Gewährleistung der allgemeinen Freizügigkeit aller Bürger und zur Wahrung einer republikanischen Regierungsform verpflichtet. Ebenso bestimmt dieser Artikel die notwendigen Schritte zur Schaffung und Aufnahme neuer Bundesstaaten. Darüber hinaus erhält der Kongress die Befugnis, eigenständig über den Verkauf und die Benutzung von bundeseigenem Land zu verfügen und Gesetze für Territorien zu erlassen, die nicht zu einem Bundesstaat gehören. Der Artikel verpflichtet den Bund auch, die Bundesstaaten gegen Invasionen zu schützen.

### Verfassungsänderungen

Schematische Darstellung des Verfahrens zur Verfassungsänderung

Der fünfte Artikel setzt ein vergleichsweise kompliziertes Verfahren zur Verfassungsänderung fest. Einerseits gingen die Delegierten des Verfassungskonvents davon aus, dass die Verfassung ohne Möglichkeit zur Änderung nicht lange bestehen könnte. Es war abzusehen, dass sich das Land insbesondere in Richtung Westen stark vergrößern würde und sich dabei Umstände ergeben könnten, die zur Zeit des Verfassungskonvents nicht vorhersehbar waren. Andererseits wollten sie aber auch sicherstellen, dass solche Änderungen nicht zu leicht fielen, und die Umsetzung undurchdachter oder übereilter Vorschläge verhindern. Zum Ausgleich dieser beiden Ziele und auch, um eine größere Flexibilität zu ermöglichen, wurde die Einstimmigkeit, die in den Konföderationsartikeln vorherrschte, durch eine qualifizierte Mehrheit ersetzt. Das Gremium schuf zwei verschiedene Verfahren, mit denen Verfassungsänderungen vorgeschlagen werden können.
Einerseits können Änderungsvorschläge direkt vom Kongress eingebracht werden, andererseits kann der Kongress auf Antrag von mindestens zwei Dritteln der Staaten einen neuen Verfassungskonvent einberufen. In beiden Fällen müssten erarbeitete Änderungen dem Kongress zur Verabschiedung vorgelegt werden, wobei sich die zweite Variante eines Verfassungskonvents, der im Endeffekt dennoch ebenso die Zustimmung der Kongresskammern benötigt, im Vergleich zur direkten Erarbeitung durch den Kongress als äußerst umständlich herausgestellt hat und niemals angewendet wurde.
Um als offizieller Verfassungsänderungsantrag gültig zu sein, benötigt ein Vorschlag die Zustimmung von mindestens zwei Dritteln der Stimmen in beiden Kongresskammern. Anschließend müssen die Änderungen auch in drei Vierteln der Bundesstaaten durch das jeweilige Parlament oder eine speziell zu diesem Zweck zu wählende Versammlung ratifiziert werden; der Kongress legt dabei fest, ob spezielle Versammlungen zu wählen sind oder nicht, wobei sich in der Praxis die Staatsparlamente als ausreichende Vertretung etabliert haben. Ein Veto dagegen durch den Gouverneur eines Bundesstaates ist nicht vorgesehen, wurde jedoch im Laufe der Geschichte von einigen Gouverneuren angewendet und musste aufgrund von Erreichen bzw. ohnehin Verfehlen einer Drei-Viertel-Mehrheit der Staaten bisher noch nie verfassungsrechtlich vor dem Obersten Gericht geklärt werden. Da die Verfassung keine Bestimmungen enthält, bis wann die Zustimmung von drei Vierteln der Bundesstaaten vorliegen muss, enthalten neuere Änderungsvorschläge meist selbst eine Zeitbeschränkung auf sieben Jahre, deren Gültigkeit jedoch umstritten ist. So werden Änderungsvorschläge manchmal Jahrzehnte später noch von dem einen oder anderen Bundesstaat ratifiziert.
Eine Beschränkung hinsichtlich des Inhalts solcher Änderungen ähnlich der Ewigkeitsklausel im Grundgesetz für die Bundesrepublik Deutschland besteht nicht, mit folgender Ausnahme: Die gleichberechtigte Vertretung der Bundesstaaten im Senat kann nur mit Zustimmung aller betroffenen Bundesstaaten verändert werden. Beispielsweise wäre eine Verfassungsänderung mit dem Ziel, die Stimmen im Senat nach Bevölkerungsstärke umzuverteilen, nur mit Zustimmung aller Staaten möglich.
Im Unterschied zu den Verfassungen vieler anderer Staaten wird der neue Text nicht in den alten eingearbeitet, sondern am Ende angehängt. Dies hat sich als Tradition nach der Verabschiedung der Bill of Rights herausgebildet, deren Inhalt dem ursprünglichen Verfassungstext in der Form von zehn neuen Artikeln folgt. Durch solche Zusatzartikel hinfällig gewordene Bestimmungen (im Ursprungstext oder in früheren Zusatzartikeln) werden in Druckausgaben gewöhnlich in eckige Klammern gesetzt.

### Rechtsstruktur und Übergangsbestimmungen
Der sechste Artikel bestimmt, dass die Verfassung, die Gesetze und die Verträge, die Gesetzesrang haben, das höchste Recht der Vereinigten Staaten ausmachen. Diese Klausel wurde vom Obersten Gerichtshof dahingehend interpretiert, dass sich Bundesgesetze der Verfassung unterwerfen müssen und verfassungswidrige Gesetze nichtig sind. Als Übergangsbestimmung legt der Artikel außerdem fest, dass die Schulden des Kontinentalkongresses auch nach Ratifikation der Verfassung bestehen bleiben. Ferner schreibt der Artikel für alle Abgeordneten, Senatoren, Bundesbeamten und Richter einen Amtseid auf die Verfassung vor.

### Ratifikation
Der siebte Artikel enthält schließlich die Voraussetzungen für die erfolgreiche Ratifikation der Verfassung. Der Entwurf sollte erst dann rechtskräftig werden, wenn mindestens neun Staaten in speziellen Versammlungen zugestimmt hatten. Dies geschah am 21. Juni 1788, als New Hampshire sich als neunter Staat mit der Verfassung einverstanden erklärte. Als der Kontinentalkongress vom Ergebnis der Abstimmung erfuhr, wurde ein Übergangsplan erarbeitet, unter dem am 4. März 1789 die neue Regierung ihre Arbeit aufnehmen konnte.

## Weitere Entwicklung
Die Verfassung hat seit ihrer Ratifikation lediglich 18 Veränderungen in mehr als 200 Jahren erfahren. Sie wurde seit 1787 um 27 Zusatzartikel (Amendments) erweitert und durch Grundsatzurteile des Obersten Gerichtshofs in ihrer Bedeutung und Auslegung an die sich verändernden historischen Umstände angepasst. Das Selbstverständnis des Gerichtshofs als Hüter der Verfassung, das in den Anfangsjahren noch keinen Konsens darstellte und das Gericht sich über Urteile wie insbesondere Marbury vs. Madison (1803) selbst erarbeiten musste, erlaubt es ihm, für andere Gerichte bindende Interpretationen der Verfassung aufzustellen. Da solche Fälle immer auch die aktuellen rechtlichen, politischen, wirtschaftlichen und gesellschaftlichen Gegebenheiten widerspiegeln, ergibt sich damit eine pragmatische Möglichkeit der Verfassungsänderung durch Richterrecht statt der Veränderung des eigentlichen Textes. Im Laufe der letzten zwei Jahrhunderte haben Rechtsfälle, die sich mit so unterschiedlichen Themen wie den Rechten von Angeklagten in Strafprozessen oder der staatlichen Regulierung von Radio und Fernsehen befassten, wiederholt Veränderungen der Interpretation eines Verfassungsabschnitts hervorgerufen, ohne dass dem eine formelle Verfassungsänderung zu Grunde lag.
Vom Kongress verabschiedete Bundesgesetze zur Ausführung der Verfassungsbestimmungen erweitern und verändern die Interpretation der Verfassung auf ebenso subtile Weise. Ähnliches gilt für eine große Anzahl von Verwaltungsverordnungen, die in Bezug auf Verfassungsbestimmungen erlassen werden. Die verfassungsrechtliche Bedeutung solcher Gesetze und Verordnungen wird schließlich im Sinne des Common Law von den Bundesgerichten im Rahmen der ständigen Rechtsprechung und mit Rückbezug auf Präzedenzfälle zu Gunsten einer möglichst konsistenten Rechtsprechung überprüft und festgelegt.

### 18. Jahrhundert

Die Bill of Rights, der Grundrechtekatalog der Verfassung

Bereits in der ersten Sitzungsperiode des Kongresses schlug James Madison einen Grundrechtekatalog vor, der der Verfassung hinzugefügt werden sollte. Der Katalog entstand als Antwort auf Kritik, die besonders von einigen Bundesstaaten und bedeutenden historischen Persönlichkeiten wie Thomas Jefferson geäußert worden war. Diese monierten vor allem, dass sich die starke nationale Regierung ohne weitere verfassungsrechtliche Beschränkungen in eine Tyrannei verwandeln könne.
Zwölf Zusatzartikel wurden zur Bill of Rights zusammengefasst und vom Kongress im September 1789 den Bundesstaaten zur Ratifikation unterbreitet. Zehn der zwölf Artikel wurden bis Dezember 1791 von einer ausreichenden Anzahl Bundesstaaten ratifiziert und sind seitdem Bestandteil der Verfassung. Einer der beiden übrigen Artikel blieb bis zur Zustimmung Alabamas 1992 unratifiziert und ist heute als 27. Zusatzartikel bekannt. Er bestimmt, dass Beschlüsse des Kongresses über die Erhöhung der eigenen Diäten erst nach der nächsten Wahl gültig werden können. Der zweite vorgeschlagene Artikel, der theoretisch immer noch ratifiziert werden könnte, befasst sich mit der erneuten Sitzverteilung im Repräsentantenhaus nach jeder Volkszählung. Kentucky ist seit 1792 der letzte Bundesstaat, der diesen Artikel ratifizierte.
Der erste Zusatzartikel gewährt die Meinungs- und Versammlungsfreiheit sowie das Petitionsrecht. Dieser Artikel verbietet die Einführung einer Staatsreligion durch den Kongress und schützt die individuelle Religionsfreiheit.
Die Bedeutung des zweiten Zusatzartikels ist heftig umstritten, da er sich auf das amerikanische Waffenrecht bezieht und im Gegensatz zu den anderen Zusatzartikeln lediglich äußerst selten vom Obersten Gericht angewendet wurde. In dem Artikel ist zunächst von der Notwendigkeit gut regulierter/organisierter Milizen die Rede, bevor dazu auf die Nichtabschaffbarkeit des Rechtes auf Waffen Bezug genommen wird. Inwiefern die Aufstellbarkeit von Bürgermilizen bzw. Reserven entweder auf die gesamte Bevölkerung übertragbar oder mittlerweile obsolet ist und wie weit insbesondere auf Staaten- und kommunaler, aber auch auf Bundesebene die Zugänglichkeit zu Waffen, das grundsätzliche Recht achtend, eingeschränkt bzw. reguliert werden kann, ist Gegenstand harter Debatten. Im Jahr 2008 hat der Oberste Gerichtshof in District of Columbia v. Heller erstmals in seiner Geschichte entschieden, dass der 2. Zusatzartikel ein Recht auf individuellen Waffenbesitz garantiert. Bis dahin hatte die aus der Entscheidung United States v. Miller von 1939 abgeleitete Auffassung gegolten, dass der Artikel einzig den Besitz militärischer Waffen aus einer organisierten Miliz schützt. Dennoch gibt es Bundesstaaten und noch viel stärker Großstädte, die weiterhin harte Waffengesetze verfolgen.
Der dritte Zusatzartikel verbietet es der Regierung, Soldaten ohne Zustimmung der Besitzer in privatem Wohnraum einzuquartieren. Wie im Falle des zweiten Zusatzartikels gibt es auch hier nur wenige Entscheidungen, die diesen Artikel interpretierten. Bisher wurde er noch in keinem Fall vor dem Obersten Gerichtshof behandelt.
Der vierte Zusatzartikel verhindert staatliche Durchsuchungen, Verhaftungen und Beschlagnahmungen ohne richterliche Anordnung. Die Ausnahme ist die berechtigte Annahme, dass eine Straftat begangen wurde (probable cause). Der Oberste Gerichtshof leitete von diesem Artikel und anderen in der Entscheidung Griswold v. Connecticut ein allgemeines Recht auf die Wahrung der Privatsphäre ab, das in weiterer Rechtsprechung auch als ein Recht auf Schwangerschaftsabbruch umfassend interpretiert wurde.
Der fünfte Zusatzartikel erlaubt Strafprozesse wegen Verbrechen nur infolge einer Anklage (englisch indictment) durch eine Grand Jury, verbietet die Mehrfachanklage für dieselbe Straftat und das Verhängen von Strafen ohne ordentlichen Gerichtsprozess (due process). Er konstituiert ein Zeugnisverweigerungsrecht für den Beschuldigten. Dieser Artikel bestimmt auch, dass privates Eigentum vom Staat nicht ohne Entschädigung enteignet werden darf.
Der sechste, der siebte und der achte Zusatzartikel regeln das Justizsystem des Bundes. Der sechste Zusatzartikel verlangt, dass Strafprozesse in angemessener Geschwindigkeit ablaufen müssen (speedy trial), dass der Beschuldigte das Recht auf ein Verfahren vor einem Geschworenengericht und einen Rechtsbeistand hat und dass die Zeugen in der Anwesenheit des Beschuldigten vernommen werden müssen. Der siebte Zusatzartikel enthält das Recht auf ein Verfahren vor einem Geschworenengericht für Zivilprozesse mit einem Streitwert über 20 $. Schließlich verbietet der achte Zusatzartikel unverhältnismäßige Kautionen und Geldstrafen sowie grausame und ungewöhnliche Bestrafungen. Der Oberste Gerichtshof bestimmte 1966 im Urteil zum Fall Miranda v. Arizona, dass allen Beschuldigten vor der Vernehmung oder Verhaftung ihre im fünften und sechsten Zusatzartikel verbrieften Rechte vorzulesen sind. Dies wird seitdem auch als Miranda-Rechte bezeichnet.
Der neunte Zusatzartikel erklärt, dass die aufgelisteten Bürgerrechte nicht als abschließend interpretiert werden sollen und die Bevölkerung noch weitere, nicht in der Verfassung aufgeführte Rechte hat. Das Recht auf die Wahrung der Privatsphäre wird von vielen als ein solches Recht gesehen. Nur wenige Fälle vor dem Obersten Gerichtshof haben sich auf diesen Artikel bezogen.
Der zehnte Zusatzartikel legt fest, dass die Kompetenzen, die dem Bund nicht explizit von der Verfassung zugewiesen oder den Bundesstaaten entzogen wurden, weiterhin bei den Bundesstaaten und ihrer Bevölkerung liegen. Damit sollte ein Gleichgewicht zwischen der Bundesregierung, den Bundesstaaten und der Bevölkerung geschaffen werden. Tatsächlich hat dieser Zusatzartikel aber keinerlei rechtliche Bedeutung mehr, seitdem der Oberste Gerichtshof im Fall Garcia v. San Antonio Metropolitan Transit Authority entschieden hat, dass Fragen bezüglich dieses Artikels nicht mehr von der Rechtsprechung beantwortet werden.
Der elfte Zusatzartikel beschränkt die Zuständigkeit der Bundesgerichte bei Klagen von Bürgern eines Bundesstaats gegen einen anderen Bundesstaat. Der Artikel war eine Reaktion auf den Fall Chisholm v. Georgia, in dem der Oberste Gerichtshof festlegte, dass Bundesstaaten vor Bundesgerichten von Bürgern anderer Bundesstaaten verklagt werden können.

### 19. Jahrhundert

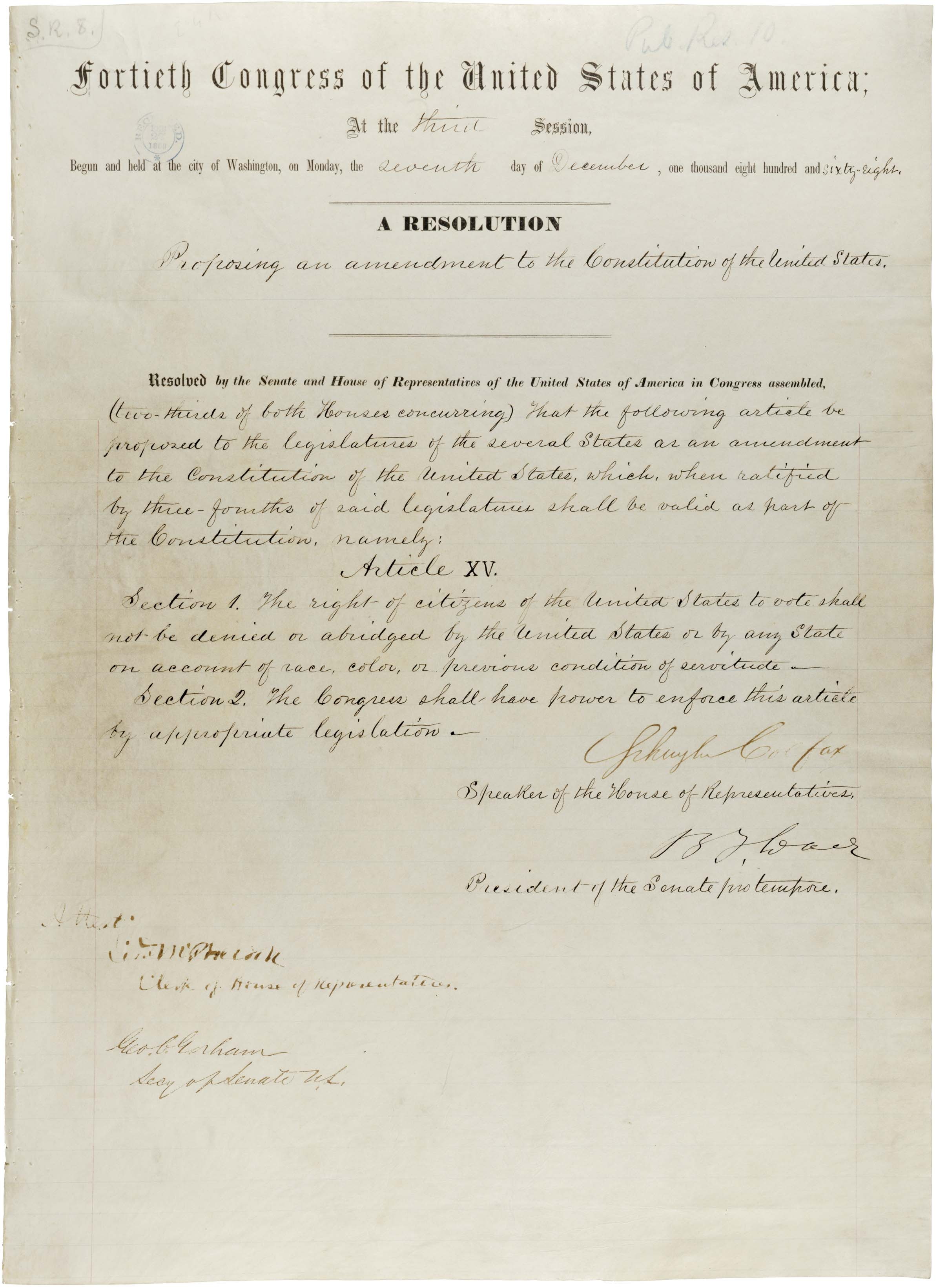
Der 15. Zusatzartikel gab ehemaligen Sklaven das aktive Wahlrecht.

Die Präsidentschaftswahl 1800 löste eine viermonatige Verfassungskrise aus, als sowohl Thomas Jefferson als auch Aaron Burr im Electoral College 73 Stimmen erhielten. Bei Stimmengleichheit schrieb der ursprüngliche Verfassungstext vor, dass das Repräsentantenhaus bestimmen solle, welcher der beiden Kandidaten Präsident werden würde. Der unterlegene Kandidat würde als Vizepräsident amtieren. Die Krise konnte erst nach 35 Nachwahlgängen beendet werden, aus denen Jefferson als Sieger hervorging. Die im 12. Zusatzartikel vorgeschlagene Änderung sah vor, dass die Wahlmänner zukünftig getrennt eine Stimme für den Präsidenten und eine Stimme für den Vizepräsidenten abgeben sollten. Der Artikel trat 1804 rechtzeitig vor der anstehenden nächsten Präsidentschaftswahl in Kraft.
Infolge des Sezessionskrieges wurden drei Zusatzartikel verabschiedet, die sich alle mit der Sklavenproblematik in den Vereinigten Staaten auseinandersetzten. Der 13. Zusatzartikel schaffte 1865 die Sklaverei in den Vereinigten Staaten ab und verlieh dem Kongress ausdrücklich das Recht, die Abschaffung gesetzlich durchzusetzen. Der 14. Zusatzartikel definierte 1868 das Staatsbürgerschaftsrecht neu. Von nun an hatte jeder Mensch, der in den Vereinigten Staaten geboren wurde, automatisch die volle Staatsbürgerschaft. Gleichzeitig verbietet der Artikel den Entzug von individuellen Rechten und Privilegien ohne ordentliches Gerichtsverfahren; diese weit gefasste Klausel ist eine der wirkmächtigsten der ganzen Verfassung geworden, dutzende Entscheidungen des Obersten Gerichts nehmen darauf Bezug. Der Artikel enthält schließlich ein allgemeines Gleichbehandlungsgebot, das im 20. Jahrhundert während der Bürgerrechtsbewegung von besonderer Bedeutung war. Der 15. Zusatzartikel verfügte 1870, dass die Beschränkung des aktiven Wahlrechts aufgrund der Rasse, Hautfarbe oder eines früheren Sklavenstatus gegen die Verfassung verstößt.

### Jahrhundertwende bis Erster Weltkrieg
Die Verfassung wurde 1913 mit dem 16. Zusatzartikel geändert, um dem Kongress das Recht zu geben, eine allgemeine Einkommensteuer zu erheben. Bis 1913 war die Bundesregierung auf Einnahmen aus Einfuhrzöllen und gewissen Verbrauchssteuern angewiesen. Versuche des Kongresses, eine allgemeine Einkommensteuer einzuführen, scheiterten vor der Verfassungsänderung mehrfach beim Obersten Gerichtshof, so beispielsweise 1895 im Fall Pollock v. Farmers’ Loan & Trust Co.
Ebenfalls 1913 wurde der 17. Zusatzartikel vorgeschlagen, der die Art und Weise der Senatorenwahlen verändern sollte. Der ursprüngliche Verfassungstext bestimmte, dass die Senatoren von den Parlamenten der Bundesstaaten ernannt werden. Während des 19. Jahrhunderts nutzten Oregon und einige andere Staaten ihre gesetzgeberischen Kompetenzen, um ihre Senatoren per Volksabstimmung zu bestimmen. Bis 1912 hatten 29 Bundesstaaten dieses Verfahren eingeführt. Die ein Jahr später gebilligte Verfassungsänderung sah vor, alle Senatoren direkt von der Bevölkerung der Bundesstaaten wählen zu lassen. Das Recht, bei Rücktritt, Tod oder Amtsenthebung eines Senators eine Ersatzperson zu ernennen, wurde auf die Gouverneure der Bundesstaaten übertragen.

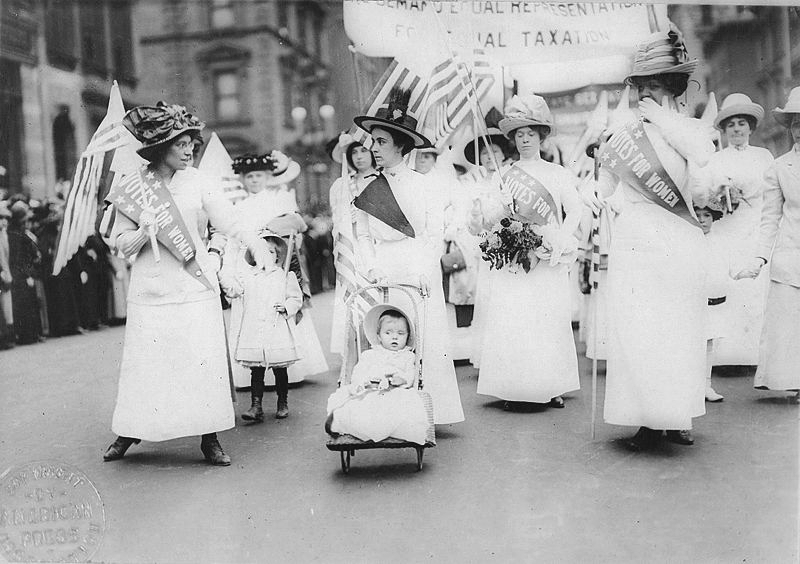
Das Frauenwahlrecht wurde 1919 mit dem 19. Zusatzartikel eingeführt.

Im Zuge der Progressiven Ära verabschiedete der Kongress 1919 den 18. Zusatzartikel, mit dem die Produktion sowie der Verkauf, Transport, Import und Export alkoholischer Getränke verboten wurden. Zuständig für die Durchsetzung des Verbots waren der Kongress und die Bundesstaaten. Der 13 Jahre später verabschiedete 21. Zusatzartikel hob die Alkoholprohibition wieder auf und gab die Regulierungskompetenz über alkoholische Getränke an die Bundesstaaten zurück. Der 21. Zusatzartikel war bisher der einzige, der wegen seiner Dringlichkeit von speziell gewählten Versammlungen ratifiziert wurde statt von den Parlamenten der Einzelstaaten.
Ein weiteres Anliegen der Progressives war das Frauenwahlrecht. Die Verfassung bestimmte ursprünglich, dass bei Wahlen des Kongresses und des Präsidenten jeder das aktive Wahlrecht hat, der in seinem Bundesstaat für die größte Parlamentskammer aktiv wahlberechtigt ist. Damit stand es den Bundesstaaten frei, Bevölkerungsgruppen per Gesetz von der Wahl auszuschließen. Die Verfassung wurde bereits 1870 geändert, um Rasse, Hautfarbe und ehemaligen Sklavenstatus als Ausschlussmerkmal zu verbieten. Trotz anfänglichen Widerstands seitens des Präsidenten Woodrow Wilson kam 1919 mit dem 19. Zusatzartikel das Geschlecht als verbotenes Ausschlussmerkmal hinzu.

### Weltwirtschaftskrise bis Zweiter Weltkrieg

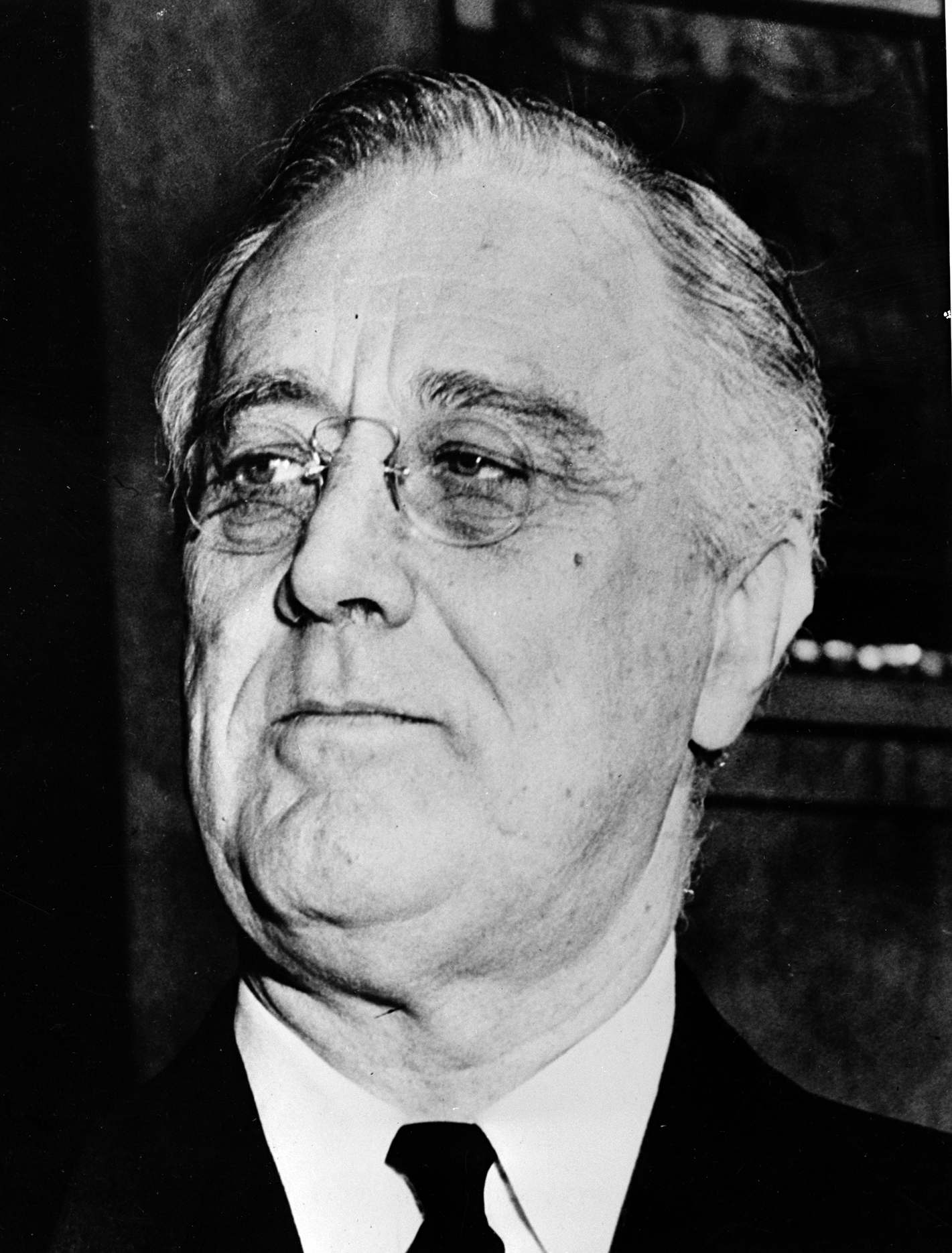
Franklin D. Roosevelt, vierfacher Präsident 1933–1945

Die durch die Weltwirtschaftskrise ausgelöste Große Depression war das entscheidende Wahlkampfthema während der Präsidentschaftswahl 1932. Der amtierende Präsident Herbert Hoover sprach sich gegen staatliche Einflüsse aus und setzte glücklos auf den amerikanischen Individualismus und eine „natürliche“ wirtschaftliche Verbesserung. Franklin D. Roosevelt gewann die Wahl im November 1932 mit 89 % der Stimmen im Electoral College, konnte aber aufgrund der Bestimmungen der Verfassung erst zum 4. März 1933 sein Amt antreten. Gleichzeitig hatte Hoover nur noch wenig politischen Rückhalt, so dass das Regierungsgeschäft faktisch zum Erliegen kam. Eine ähnlich kritische Situation gab es zuvor schon 1861, als mehrere Südstaaten nach der Wahl Abraham Lincolns die Vereinigten Staaten verließen, Lincoln aber erst im März als Präsident darauf reagieren konnte. Der 1933 ratifizierte 20. Zusatzartikel sieht daher vor, dass die Amtseinführung bereits am 20. Januar des Jahres nach der Wahl stattfinden sollte. Gleichzeitig hob der Artikel die Bestimmung auf, dass die vor der Wahl amtierenden Abgeordneten und Senatoren noch einmal zu einer Zwangssitzungsperiode zusammenkommen mussten.
Bis zur Ratifizierung des 22. Zusatzartikels enthielt die Verfassung keine Begrenzung, wie oft ein Präsident wiedergewählt werden konnte, auch wenn eine höchstens einmalige Wiederwahl Tradition war. Präsident Franklin Roosevelt brach während der Präsidentschaftswahl 1940 im Schatten des gerade ausgebrochenen Zweiten Weltkriegs mit dieser Konvention. Roosevelt konnte sich auf einen breiten Rückhalt in der Bevölkerung stützen und gewann die Wahl mit 55 % der Direktstimmen und 85 % der Stimmen im Electoral College. Eine weitere Wiederwahl gelang Roosevelt auf dem Höhepunkt des Zweiten Weltkriegs 1944, aber er starb wenige Monate später an den Folgen einer Hirnblutung im Alter von 63 Jahren, wodurch die Vereinigten Staaten in der entscheidenden Endphase des Krieges und in den Verhandlungen mit Stalin sich mit einem unvorhergesehenen Führungswechsel konfrontiert sahen. Nach Ende des Krieges setzte sich der neugewählte Kongress zum Ziel, die Tradition wiederherzustellen und die Anzahl der möglichen Wiederwahlen zu begrenzen. Die Verfassungsänderung setzt die Amtszeit auf maximal acht Jahre fest. Ausgenommen sind Vizepräsidenten, die das Präsidentenamt ohne Wahl erlangt haben und in dieser Funktion kürzer als zwei Jahre im Amt waren.

### Bürgerrechtsbewegung und Kalter Krieg

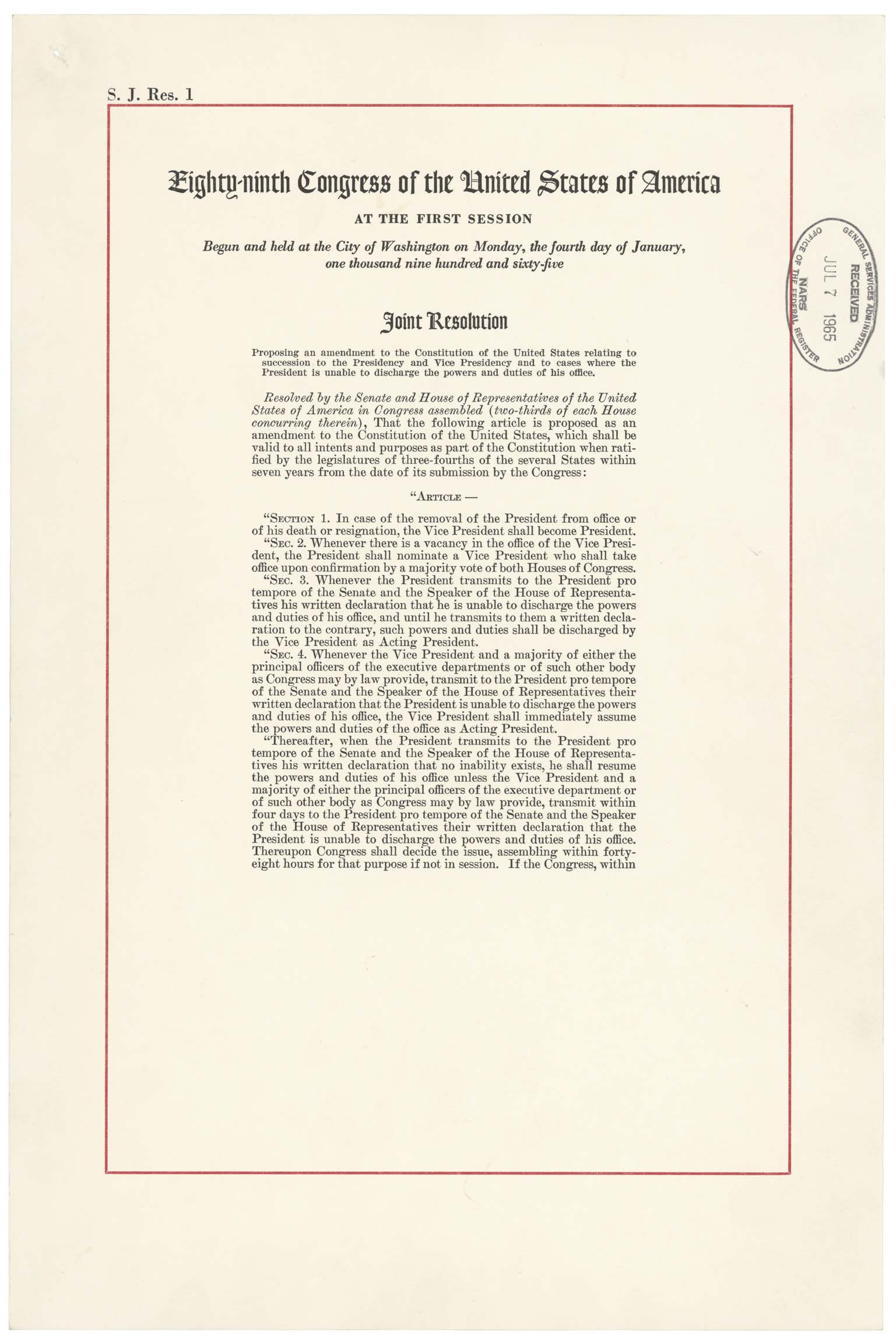
Der 25. Zusatzartikel regelt seit 1965 die Nachfolge des Präsidenten.

Gemäß Artikel II der Verfassung wird der Präsident von Wahlmännern gewählt, die von den einzelnen Bundesstaaten bestimmt werden. Ein Wahlrecht für die Bewohner des District of Columbia war nicht vorgesehen, genauso wenig wie für die anderen Territorien der Vereinigten Staaten, die zu keinem Bundesstaat gehörten. Der 1961 ratifizierte 23. Zusatzartikel änderte diese Regelungen und teilte dem Regierungsbezirk genauso viele Wahlmänner zu, wie dem bevölkerungsschwächsten Bundesstaat zustanden. Im Kongress ist der Distrikt jedoch bis heute nur durch einen nicht stimmberechtigten Repräsentanten vertreten.
Um das Verbot einer Einschränkung des Wahlrechts für Schwarze aufgrund ihrer Hautfarbe, wie im 15. Zusatzartikel festgelegt, zu umgehen, gingen eine Reihe von Bundesstaaten dazu über, von allen Bürgern Kopfsteuern zu erheben. Nichtzahlung dieser Steuern führte zum Verlust des Wahlrechts. Die entsprechenden Gesetze enthielten meist eine Regelung, die jeden von der Zahlung der Steuer ausnahm, dessen Vorfahren in einem bestimmten vor dem Sezessionskrieg liegenden Jahr wahlberechtigt waren. Damit wurden die meist sehr hohen Steuern faktisch nur von ehemaligen Sklaven und Einwanderern eingezogen, die praktische Folge war deren Ausschluss von der Wahl. Der 24. Zusatzartikel verbot diese Steuern 1962 im Verlauf der Bürgerrechtsbewegung.
Im Gegensatz zu parlamentarischen Regierungssystemen sieht die Verfassung der Vereinigten Staaten keine Möglichkeit vor, außerhalb der festen Wahltermine einen neuen Kongress oder einen neuen Präsidenten zu wählen. Als Konsequenz musste die Nachfolgeregelung bei Rücktritt, Amtsunfähigkeit oder Tod des Präsidenten oder Vizepräsidenten vergleichsweise umfangreich geregelt werden, wie dies 1965, unter dem Eindruck des Kalten Krieges und des Kennedy-Mordes, mit dem 25. Zusatzartikel geschah. Der Artikel sieht vor, dass der Vizepräsident zum Präsidentenamt aufrückt, wenn dieses unbesetzt ist; für den Fall, dass beide Ämter unbesetzt sein sollten, kann der Kongress eine gesetzliche Regelung erlassen. Diese sieht heute vor, dass die Parlamentspräsidenten und die Bundesminister in einer festgelegten Reihenfolge nachrücken, sodass insgesamt eine Nachrückerliste von mehr als 20 Personen existiert. Gleichzeitig wird dem Präsidenten das Recht eingeräumt, mit Zustimmung beider Kammern des Kongresses einen neuen Vizepräsidenten zu ernennen, sollte dieses Amt zeitweise nicht besetzt sein. Neben der Nachfolgeregelung sieht der Artikel vor, dass der Präsident seine vorübergehende Amtsunfähigkeit erklären kann. Ebenso kann das Kabinett mit Zustimmung des Kongresses mehrheitlich beschließen, dass der Präsident amtsunfähig ist. In beiden Fällen übernimmt der Vizepräsident die Regierungsgeschäfte, bis der Präsident entweder seine Amtsfähigkeit erklärt, zurücktritt, des Amtes enthoben wird oder verstirbt.
Die Vorgaben des 25. Zusatzartikels wurden bereits kurz nach der Verabschiedung angewandt, als 1973 Vizepräsident Spiro Agnew aufgrund eines politischen Skandals zurücktrat und Präsident Richard Nixon Gerald Ford zu seinem neuen Vizepräsidenten ernannte. Mit Nixons Rücktritt im Zuge der Watergate-Affäre 1974 wurde Ford Präsident und ernannte Nelson Rockefeller zum Vizepräsidenten. Der Artikel kommt auch zur Anwendung, wenn sich der Präsident längeren medizinischen Behandlungen, wie beispielsweise Operationen unterziehen muss, so im Fall der Präsidenten Ronald Reagan 1985 und George W. Bush 2005.
In den meisten Bundesstaaten erhielt man das aktive Wahlrecht mit 21 Jahren, in einigen wenigen mit 20 oder 19 Jahren. Während des Vietnamkrieges sprachen sich einige Politiker, darunter mehrere Kongressabgeordnete und Präsident Lyndon B. Johnson, dafür aus, dass alle Wehrpflichtigen auch wahlberechtigt sein müssten; die Wehrpflicht galt damals ab achtzehn Jahren. Grund war, dass dieses fehlende Wahlrecht der jungen Soldaten bei Antikriegsprotesten häufig als Rechtfertigungsgrund für zivilen Ungehorsam genannt wurde. Der 26. Zusatzartikel, der den Ausschluss von der Wahl aus Gründen des Alters im Falle über 18-jähriger Personen untersagte, wurde 1971 vom Kongress verabschiedet und trat im selben Jahr in Kraft.

### Gescheiterte Änderungen
Seit 1789 wurden dem Kongress über 10.000 Vorschläge zur Verfassungsänderung vorgelegt, in den letzten Jahrzehnten gab es pro Sitzungsperiode zwischen 200 und 300 solcher Vorschläge. Die wenigsten überstanden die Ausschussarbeit und wurden vom Kongress verabschiedet. Einige Male wurde auch das Verfahren zur Einberufung eines Verfassungskonvents angewandt, bisher allerdings ohne Erfolg. In zwei Fällen – ein Vorschlag zur Neuregelung der Sitzverteilung 1960 und ein Vorschlag zur Beschränkung der Staatsverschuldung in den 1970ern und 1980ern – fehlten nur zwei Bundesstaaten für die für einen Verfassungskonvent notwendige Mehrheit.
Von den 33 Verfassungsänderungen, die der Kongress den Bundesstaaten zur Ratifikation vorgelegt hatte, scheiterten sechs an der Mehrheitsschwelle, davon könnten vier theoretisch noch angenommen werden. Seit dem 18. Zusatzartikel umfasste jeder Vorschlag, außer dem 19. und dem nicht ratifizierten Artikel bezüglich Kinderarbeit, eine ausdrückliche zeitliche Beschränkung der Ratifikation.
Für die folgenden Vorschläge steht die Ratifikation noch aus:
- Das Congressional Apportionment Amendment, vom ersten Kongress am 25. September 1789 vorgelegt, sollte eine Formel für die Bestimmung der Sitzanzahl im Repräsentantenhaus nach jeder Volkszählung festlegen. Dieser Vorschlag enthält keine zeitliche Beschränkung und könnte theoretisch noch in die Verfassung aufgenommen werden. Allerdings ist die beschriebene Formel hinfällig, da sie nur bei einer Bevölkerungszahl von bis zu zehn Millionen funktionieren würde, eine Zahl, die die Vereinigten Staaten schon vor langer Zeit überschritten haben.
- Das Titles of Nobility Amendment wurde vom elften Kongress am 1. Mai 1810 vorgeschlagen und hätte jedem amerikanischen Bürger, der einen ausländischen Ehren- oder Adelstitel annimmt, automatisch die Staatsbürgerschaft entzogen. Einige sind der Meinung, dass dieser Vorschlag eigentlich von genügend Bundesstaaten ratifiziert wurde und nur aufgrund einer Verschwörung nicht als rechtskräftig angesehen wird. Auch diesem Antrag können noch weitere Bundesstaaten beipflichten.
- Das Corwin Amendment, vom 36. Kongress am 2. März 1861 verabschiedet, hätte es der Bundesregierung verboten, Verfassungsänderungen zum Zwecke der „Einmischung in die oder Abschaffung der internen Institutionen der Bundesstaaten“ vorzuschlagen, was hauptsächlich der Beibehaltung der Sklaverei dienen sollte. Nur zwei Bundesstaaten (Ohio und Maryland) ratifizierten es vor dem Sezessionskrieg, eine dritte Ratifikation durch Illinois ist umstritten. Dieser Vorschlag enthält wiederum keine zeitliche Beschränkung, seine Bestimmungen würden aber wahrscheinlich aufgrund des 13., 14. und 15. Zusatzartikels als gegenstandslos angesehen werden.
- Ein zeitlich unbefristeter Antrag zur Ermöglichung der Regulierung der Kinderarbeit durch die Bundesregierung wurde vom 68. Kongress am 2. Juni 1924 eingebracht. Dieser Vorschlag einer Verfassungserweiterung ist inzwischen gegenstandslos geworden, da der Oberste Gerichtshof dem Kongress seitdem diese Kompetenz bereits im Rahmen des bestehenden Verfassungsrechts zugeschrieben hat.
- Das Equal Rights Amendment, das die Rechtsgleichheit der Geschlechter vorsah, wurde vom 92. Kongress am 22. März 1972 vorgeschlagen. Es wurde von 35 Bundesstaaten ratifiziert und lief am 30. Juni 1982 aus, da die Schwelle zu diesem Zeitpunkt 38 – drei Viertel der 50 Bundesstaaten – betrug.
- Das District of Columbia Voting Rights Amendment, das den Regierungsbezirk für die Zwecke der Sitzverteilung im Kongress wie einen Bundesstaat behandelt hätte, wurde vom 95. Kongress am 22. August 1978 verabschiedet. Der Vorschlag lief am 22. August 1985 aus, weil ihn nur 16 Bundesstaaten ratifiziert hatten.

## Kritik
Während eine grundsätzliche Kritik der Verfassung in Fachkreisen nur selten geäußert wird, gibt es einzelne Bestandteile, die wiederholt zu teilweise sehr heftigen politischen und gesellschaftlichen Diskussionen geführt haben.

### Electoral College
Der indirekte Wahlmodus für die Ämter des Präsidenten und Vizepräsidenten war zum Zeitpunkt des Verfassungskonvents stark umstritten und ist auch in den letzten Wahlen immer wieder thematisiert worden. So wird beispielsweise kritisiert, dass die von der Bevölkerung gewählten Wahlmänner nicht an ihr Wahlversprechen gebunden sind und dass ein Kandidat, der weniger Stimmen erhalten hat als ein anderer Kandidat, trotzdem die Wahl gewinnen kann, wie es bisher fünfmal geschehen ist (Donald Trump/Hillary Clinton 2016, George W. Bush/Al Gore 2000, Benjamin Harrison/Grover Cleveland 1888, Rutherford B. Hayes/Samuel J. Tilden 1876, John Quincy Adams/Andrew Jackson 1824). Letzteres ist auf das Mehrheitswahlrecht in fast allen Bundesstaaten zurückzuführen, wonach alle Stimmen eines Bundesstaates an den Kandidaten gehen, der bei der Wahl der Wahlmänner die Mehrheit innerhalb des Bundesstaats erhält.

### Meinungsfreiheit
Im Vergleich zu anderen Ländern wird die Meinungs- und Redefreiheit (englisch freedom of speech) in den Vereinigten Staaten sehr freizügig gehandhabt und gilt als eines der höchsten Rechtsgüter, das durch den zu der Bill of Rights gehörenden 1. Zusatzartikel zur Verfassung der Vereinigten Staaten geschützt wird. Weder Kongress noch die Bundesstaaten können die Meinungsfreiheit per Gesetz einschränken. Dieses Recht wird traditionell sehr weit ausgelegt und schützt größtenteils auch Äußerungen, die in anderen Ländern als Volksverhetzung, Angriff auf die Verfassung oder Anstiftung zu Straftaten gelten würden, wenn nicht unmittelbar zu konkreten Gewalttaten aufgerufen wird. Diese Freizügigkeit hat unter anderem in den 1990ern zu Konflikten geführt, als ein Verbot der Flaggenschändung durch Verbrennen vom Obersten Gerichtshof im Fall Texas v. Johnson für verfassungswidrig erklärt wurde und der Kongress daraufhin erfolglos versucht hat, das Urteil durch neue Gesetze aufzuheben. Ein Vorschlag für eine dahingehende Verfassungsänderung ist bisher immer gescheitert.

### Unitary Executive
Als „Unitary Executive“ wird eine Auslegung der Verfassung bezeichnet, die von einer einheitlichen und vollständigen ausführenden Gewalt im Amt des Präsidenten ausgeht und Einschnitte in dessen Befugnisse durch Gerichte oder den Kongress als verfassungswidrig ansieht. Die Theorie folgt aus dem ersten Satz des zweiten Artikels:

“The executive Power shall be vested in a President of the United States of America”

„Die vollziehende Gewalt liegt bei dem Präsidenten der Vereinigten Staaten von Amerika.“

Daraus wird unter anderem abgeleitet, dass der Präsident an der Spitze der gesamten Bundesregierung samt allen untergeordneten Behörden steht und insbesondere bei Personalentscheidungen unabhängig agieren kann. Von ihm ernannte Amtsträger arbeiten demnach an seiner Stelle und aufgrund der von ihm übertragenen Befugnisse, die er jederzeit wieder entziehen kann. Daraus wird geschlussfolgert, dass der Kongress keine ausführenden Behörden außerhalb der Kontrolle des Präsidenten schaffen dürfe. Juristisch ergibt sich der Grundsatz, dass eine ausführende Behörde eine andere nicht verklagen kann, da in solchen Fällen der Präsident sowohl Kläger als auch Beklagter wäre.
Thematisch brisant wurde die Theorie besonders im Zuge der Watergate-Affäre, als Präsident Nixon die Herausgabe von ihn belastenden Tonbändern zu verhindern versuchte. Er befahl dem amtierenden Justizminister Elliot L. Richardson, den für den Einbruch im Watergate-Hotel zuständigen Chefermittler Archibald Cox zu entlassen und einen neuen zu bestellen. Richardson weigerte sich, dem Befehl nachzukommen, und trat zurück. Als sein Stellvertreter William Ruckelshaus sich ebenfalls weigerte, entließ Nixon ihn und ernannte den Solicitor General Robert Bork zum kommissarischen Justizminister, der Nixons Anweisungen nun nachkam und Cox entließ.
Präsident George W. Bush hat diese Theorie als Grundlage dafür genommen, bestimmte Gesetze bei der Unterzeichnung mit einem Signing Statement zu versehen, worin er seine Auffassung darüber mitteilt, wie das Gesetz auszuführen sei.

### Repräsentative Demokratie
Obwohl in der Verfassung der USA nie von Demokratie gesprochen wird, sondern nur von republikanischer Regierungsform, gilt sie als Erfindung der neuzeitlichen Demokratie, explizit der Repräsentativen Demokratie, und liefert das Muster für viele moderne Demokratien, denen die USA als Vorbild, sogar als Vormacht gilt. Dieses westliche Modell stellt sich mit seinen Werten als das Ideal dar, dem autoritäre Regimes gegenüber stehen, die als minderwertig gelten.
Dennoch gibt es auch grundsätzliche Kritik daran, die es als formale, als Scheindemokratie als Wahloligarchie klassifiziert, in der von der demokratischen Leitidee der Gleichheit nicht die Rede sein könne. Auch hätten schon Gründerväter der USA diese Verfassung in der Absicht geschaffen, eine wirkliche Demokratie zu verhindern.
So war Alexander Hamilton, der 1777 erstmals den Begriff der repräsentativen Demokratie verwendete, ein Verächter der attischen Demokratie. Er könne deren Geschichte nicht lesen, „ohne Gefühle des Entsetzens und Ekels zu empfinden“.
Er sah die Gesellschaftsmodelle der griechischen und römischen Antike als primitiv und irrelevant an und nannte es „lächerlich“, in ihnen ein Vorbild zu suchen.
James Madison sagte in geheimer Debatte am 26. Juni 1787, dass die Regierung „die Minderheit der Wohlhabenden vor der Mehrheit schützen“ müsse. Denn unkontrollierte, demokratische Gemeinschaften seien „den Turbulenzen und der Schwäche unbändiger Leidenschaften“ ausgesetzt. Er erfand, was Rainer Mausfeld das Madisonsche Paradoxon nennt: Das als launisch, unverantwortlich und irrational angesehene Volk bringe im Akt der Wahl die „Tugend und Intelligenz“ auf, „um Männer von Tugend und Weisheit auszuwählen“.
Alle Mitglieder des Verfassungskonvents ließen sich „soziologisch Eliteschichten zurechnen, seien es politische Funktions- oder Besitzeliten“. Die vorherrschende Tendenz war nationalistisch und antidemokratisch. So sei es zu einem „Putsch der Verfassungsväter gegen die öffentliche Meinung“ gekommen Entsprechend den Interessen einer privilegierten Schicht von Geschäftsleuten und Großgrundbesitzern, ging es um die Sicherung des Eigentums, seiner Freiheit und Ungleichheit. So sei die Illusion einer liberalen Demokratie geschaffen worden, die in Wirklichkeit eine Wahloligarchie sei.

## Grundsätzliche Lesarten
Viele Rechtsgelehrte in den Vereinigten Staaten tragen untereinander bezüglich der Auslegung der Verfassung eine latente Grundsatzdebatte aus, deren Kernfrage in den Absichten der Autoren der Verfassung und der Gründerväter und im zeitgenössischen Umgang mit diesen Absichten liegt. Von politischer Bedeutung ist die Haltung eines Juristen dann, wenn er vom Präsidenten als Richter für den Obersten Gerichtshof nominiert wird, da seine juristische Positionierung auch begrenzte Rückschlüsse auf seine politische Haltung zulässt. Dies betrifft in den Vereinigten Staaten stark umstrittene Themen wie die Abtreibung und die Grenzen der Meinungsfreiheit.
Im Laufe der Zeit haben sich mehrere Denkschulen etabliert, wie die Verfassung im Grundsatz zu handhaben sei. Die Auslegungsdebatte bezieht neben den Rechtswissenschaften Erkenntnisse aus der Geschichtswissenschaft, der Moralphilosophie und der Forschung zur englischen Sprache ein.

### Originalismus
Der Originalismus (englisch: Originalism, von lateinisch: originis, zu deutsch: „Abstammung“, „Ursprung“) misst der ursprünglichen Absicht der Väter der Verfassung eine hohe Bedeutung bei und versucht stets, ihn bei der Einschätzung verfassungsrechtlicher Fragen zu rekonstruieren. Dabei beziehen Originalisten nicht nur den Verfassungstext an sich in ihren Entscheidungsprozess mit ein, sondern auch alle Dokumente, die im Laufe seiner Entstehung geschrieben wurden. Dazu zählen nicht nur Notizen, Redemanuskripte und Randbemerkungen der Teilnehmer der Philadelphia Convention, sondern beispielsweise auch die Föderalistenartikel. Als prominente Vertreter des Originalismus gelten der amtierende Richter am Obersten Gerichtshof Clarence Thomas und der am 13. Februar 2016 verstorbene Associate Justice am Obersten Gerichtshof Antonin Scalia.

### Textualismus
Unter dem Begriff Textualismus, im Englischen auch als Literalism bezeichnet, firmiert die Denkschule, die eine wortgetreue Auslegung von Verfassung und Gesetzen befürwortet. Sie lehnt die Einbeziehung des dokumentierten Entstehungsprozesses und auswärtige Kommentare wie die Föderalistenartikel ab. Bei der Handhabung des Wortlauts sind die Anhänger des Textualismus gespalten. Während die einen die Bedeutung des Wortlauts auf die Verwendung der englischen Sprache zur Zeit der Ausarbeitung beziehen, sprechen sich die anderen für eine Auslegung nach Maßgabe des Englischen aus, wie es heute verwendet wird.

### Funktionalismus
Für eine zeitgemäße Interpretation der Verfassung der Vereinigten Staaten tritt der Funktionalismus (functionalism) ein, der auch unter den Begriffen Instrumentalismus (instrumentalism) oder Strukturalismus (structuralism) bekannt ist. Er erachtet eine Wechselwirkung zwischen Wortlaut der Verfassung und Rechtspraxis als gegeben und verwirft die wortgetreuen Auslegungsströmungen als subjektiv.

### Doktrinalismus
Der Doktrinalismus (doctrinalism) orientiert sich an den historischen Entwicklungsschritten der Verfassungswirklichkeit. Auf der Grundlage des stare decisis geht nach einer im Fallrecht anerkannten Methode vor, Urteile und Entscheidungen früherer Oberster Richter als bindend anzusehen, es sei denn, die Voraussetzungen einer solchen Entscheidung haben sich geändert.

### Kontextualismus
Im Kontextualismus (contextualism) spielt die Absicht der Gründerväter eine Rolle, jedoch wird deren politische Weitsicht im Unterschied zum Originalismus angezweifelt. Kontextualisten relativieren die Bedeutung der Autoren der Verfassung und versuchen, ihre Reglementierungen in den historischen Kontext einzuordnen. So sollen ihre Absichten berücksichtigt, aber nicht in als hinderlich empfundener Art und Weise auf heutige Fälle angewendet werden. Die Vertreter dieser Ansicht sprechen auch von einer living Constitution, also einer „lebenden Verfassung“, die nicht „wie ein Insekt im Bernstein“ in der Vergangenheit gefangen ist.

### Anwendungsbeispiele
In Lehre und Forschung werden die unterschiedlichen Lesarten anhand von wiederkehrenden Beispielen gegeneinander abgewogen. Beispielsweise sieht die Verfassung zwar die Aufstellung von Land- und Seestreitkräften sowie die Existenz von Milizen vor, allerdings kannten die Teilnehmer der Philadelphia Convention die Luftfahrt nicht. Daher zweifeln Vertreter einer besonders wortgetreuen Auslegung der Verfassung die Existenz der Luftstreitkräfte als eigenständige Teilstreitkraft an und verlangen deren Dezentralisierung.

### Nationalarchiv
- Bilder der Verfassung (englisch)
- Vollständiger Originaltext der Verfassung (englisch)
- Vollständiger Originaltext der Bill of Rights (englisch)
- Vollständiger Originaltext der Zusatzartikel

### Offizielle Regierungsseiten
- Verfassung der Vereinigten Staaten mit allen Verfassungszusätzen (deutsch) (PDF; 196 kB)
- Analysis and Interpretation of the Constitution of the United States (englisch) Ausgabe mit Anmerkungen und verweise auf bedeutende Gerichtsentscheidungen, vom amerikanischen Senat herausgegeben
- United States Constitution and related resources (englisch): Library of Congress
- Das amerikanische Regierungssystem (deutsch) (Memento vom 15. Oktober 2011 im Internet Archive): Broschüre der amerikanischen Botschaft über die Geschichte der Verfassung der USA und ihrer Inhalte (PDF; 4,7 MB)

### Inoffizielle Seiten
- Law about … the Constitution: eine Übersicht des amerikanischen Verfassungsrechts
- The U.S. Constitution Online Vollständiger Text mit geschichtlicher Betrachtung und Kommentaren
- Ratifikationsdaten nach Bundesstaaten
- o. V. (2016): Die Verfassung der Vereinigten Staaten von Amerika – 17. September 1787  · 27 Zusatzartikel (Amendments) · Bill of Rights · Film mit vollständiger sicht- und hörbarer Textfassung, in Videoportal Youtube